# 巴基斯坦陸軍
巴基斯坦陸軍（英語：Pakistan Army；北約代號：PA）為巴基斯坦武裝力量中的陸上戰鬥部隊分支。是由英屬印度陸軍因1947印度獨立和印巴分治衍生而來。:1–2根據國際戰略研究所（IISS）2017年的估計，巴基斯坦陸軍大約有500,000名現役軍人，並備有巴基斯坦預備軍人以及巴基斯坦國民兵。巴基斯坦採用徵兵制，服役年齡一般在17-23歲，根據國家憲法的規定，未滿18歲的士兵不得投入戰鬥。巴基斯坦陸軍的主要任務及憲法使命是保護巴基斯坦免受外來侵略或戰爭威脅，並確保國家安全委員會和巴基斯坦的民族團結，以及應對內部威脅、維護其陸地邊界內的和平與安全。當巴基斯坦發生緊急事件時，負責在巴基斯坦國內展開人道救援，並參加聯合國授權的維和行動，其中1993年索馬利亞哥特之蛇行動及1992年波士尼亞戰爭中，巴基斯坦陸軍亮眼的表現受到國際關注。:70
巴基斯坦武裝力量分別由巴基斯坦陸軍、巴基斯坦海軍、巴基斯坦空軍和陸戰隊組成，參與了巴基斯坦與印度在雙方邊界上大大小小的軍事衝突，或是與阿富汗在杜蘭線的邊境衝突。:311960年代，以阿戰爭期間，巴基斯坦軍方曾部署軍事顧問協助阿拉伯聯軍。第一次海灣戰爭期間，巴基斯坦陸軍也派遣部隊援助海灣戰爭聯合國軍。21世紀的反恐戰爭中，巴基斯坦陸軍執行了數次成功的行動，諸如：Zarb-e-Azb行動、黑色雷暴行動和Rah-e-Nijat行動等等。
巴基斯坦軍隊在過去幾十年間多次逾越其憲法使命，以恢復法治和秩序為由實施戒嚴，更曾四次推翻民選政府，強制解散議會，並且在該國控制或擁有大量商業活動、外交活動和政治利益，甚至被指是巴基斯坦真正的掌權者。
巴基斯坦陸軍設有團這個單位，但作戰和部屬部隊時，基本上是以軍為基礎。根據巴基斯坦憲法規定，巴基斯坦武裝力量的總司令由巴基斯坦總統擔任。巴基斯坦陸軍是由巴基斯坦陸軍參謀長負責指揮，一般由上將擔任，由總理提名，總統派任，為巴基斯坦參謀聯席委員會的成員之一。現任巴基斯坦陸軍參謀長為赛义德·阿西姆·穆尼尔中將，上任於2022年11月30日。

## 宗旨
巴基斯坦憲法規定了巴基斯坦陸軍為巴基斯坦武裝力量中的一個陸上作戰分支：
武裝力量應在聯邦政府的指示下，保護巴基斯坦免受外來侵略或戰爭威脅，並在法律允許的情況下，在被要求時援助民事行動。——巴基斯坦憲法

## 歷史

### 起源

#### 英屬印度陸軍和第一次印巴戰爭
[[File:A Universal Carrier and mortar team of the Indian 6th Royal Frontier Force in Italy, 13 December 1943. NA9785.jpg|thumb|right|250px|{{small|{{tsl|en|1944 in Italy|1944年義大利|1943－1944年間位於義大利前線的英屬印度陸軍第6邊防團。]]

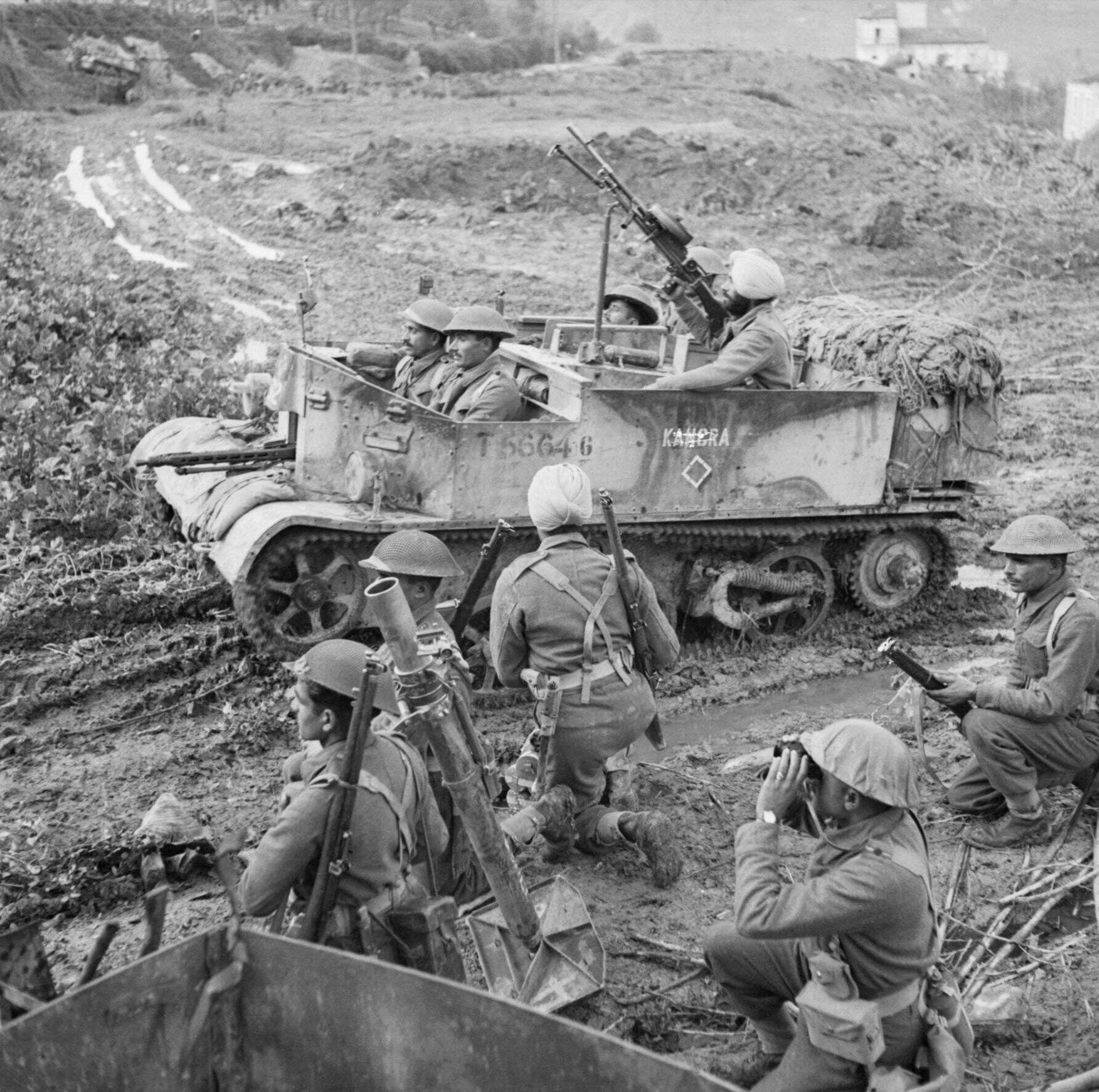
small|tsl|en|1944 in Italy|1944年義大利|1943－1944年間位於義大利前線的英屬印度陸軍第6巴基斯坦陸軍邊防步兵團。

1947年8月14日，由於印巴分治，英屬印度陸軍隨之分裂，巴基斯坦陸軍為英屬印度陸軍分裂下的產物之一。:1–2在印巴分治前，英屬印度軍隊曾有依宗教做劃分的想法。:1–2
1947年6月30日，駐英屬印度的英國戰爭部計畫將高達四十萬人的英屬印度陸軍依照宗教做區分，但為時已晚，數周後印度爆發了許多宗教暴力事件。:1–2由英國陸軍元帥克劳德·奥金莱克擔任主席的武裝力量重建委員會（The Armed Forces Reconstitution Committee，簡稱AFRC） 依照印度2巴基斯坦1的比例將英屬印度陸軍分劃給雙方。
英屬印度陸軍由錢杜拉爾·馬達夫拉·特里維迪爵士監督，他必須確保英屬印度陸軍旗下約26萬的士兵在印度獨立法案1947年8月14－15日晚間發布後，能夠確實編入新建立的印度陸軍，剩餘的人員將會轉交給巴基斯坦。:2–3
最終，巴基斯坦分配到了六個裝甲團、八個炮兵團和八個步兵團，印度則是獲得十二個裝甲團、四十個炮兵團和二十一個步兵團。:155–156總體上來講，新組建的巴基斯坦陸軍人數約在150000人左右。:155–156為了填補新軍隊指揮體系的空缺，巴基斯坦聘僱了大約13500名:2英國軍官到巴基斯坦陸軍中，而由英國中將法蘭克·梅塞維則被任命為首任巴基斯坦軍隊總司令。:70
1947年10月，擔心印度控制克什米爾的非正規民兵和武裝後的村落居民開始移入穆斯林居民為主體的克什米爾谷。為了維持對克什米爾控制權，哈里·辛格派出他的部隊，嘗試阻止這些村落居民搬離，但沒有成功。:40最後，哈里·辛格向印度總督路易斯·蒙巴頓要求派遣印度軍隊進入克什米爾，但印度政府表示，除非查謨-喀什米爾加入印度聯邦才會派遣部隊。:40哈里·辛格最終還是同意印度聯邦的印度聯邦條款以換取印度陸軍進駐克什米爾。然而，該協議受到巴基斯坦的質疑，認為該協議並未受到克什米爾人民的同意。:40此後，民兵與印度軍隊發生零星衝突，隨後，巴基斯坦陸軍派遣少將阿克巴汗和他的部隊加入了民兵陣營，與印度軍隊交戰。:40
1947年，法蘭克·梅塞維鑒於會與任職與印度的英國軍官交戰，因此在一次與巴基斯坦總理利雅卡特·阿里·汗和其內閣的會議中表示反對協助克什米爾村落。:417之後，法蘭克在1947年離開指揮職位。:447根據報導，道格拉斯·格雷西中將拒絕了巴基斯坦總督穆罕默德·阿里·真納直接要求的部隊部署命令，並禁止陸軍參與進一步衝突。:59
直到1948年，印度準備對巴基斯坦進行大規模進攻時，道格拉斯·格雷西中將才同意部署部隊與印度軍隊交火。:59
格雷西中將早先拒絕部署部隊的結果，迫使聯合國介入雙方衝突，最後印巴雙方根據協議，由巴基斯坦控制西克什米爾，印度則擁有東克什米爾。:417

### 20世紀：冷戰與作戰

#### 美國軍隊重組巴基斯坦軍隊（1952－58）
印巴分治時，負責分配英屬印度陸軍的英國陸軍元帥克勞德·奧金萊克打算將巴基斯坦陸軍第7步兵師、第8步兵師和第9步兵師等步兵部隊分配給巴基斯坦陸軍。:551948年，任職於巴基斯坦陸軍的英國陸軍軍官組建了巴基斯坦陸軍第10步兵師、第12步兵師和第14步兵師，第14師成立並駐紮東孟加拉邦。:55 1950年，第15步兵師則在美國陸軍的協助下，於錫亞爾科特改編為第15遊騎兵團。:36看著巴基斯坦軍隊對美國的依賴程度逐漸提高，巴基斯坦的政治家對此感到擔憂。:361950－1954年間，巴基斯坦陸軍在美國的協助下，又建立了6個裝甲團，包含第4騎兵團、第12騎兵營、第15遊騎兵團以及第20遊騎兵團。:36
在格雷西的不服從事件發生後，巴基斯坦軍隊內部產生一種強烈的信念，即應該任命一名本國指揮官，巴基斯坦政府在1951年格雷西將軍退休後拒絕了英國陸軍委員會的任命。:34之後，巴基斯坦總理利雅卡特·阿里·汗派任 穆罕默德·伊夫蒂·哈爾汗少將擔任總司令。第一任巴基斯坦籍的總司令穆罕默德·伊夫蒂·哈爾汗，畢業於英國帝國國防學院，在一次英國飛回巴基斯坦時發生航空事故，並在事故中死亡。
穆罕默德·伊夫蒂·哈爾汗死後，共有四名少將競爭中將職位，其中最年輕的阿尤布·汗一開始並不在競爭名單，後來因為國防部長伊斯坎德爾·米爾扎的推薦才進到候選名單中。偏袒和注重背景的任命傳統依舊影響著巴基斯坦的平民總理。
1954－56年間，晉升中將後的阿尤布·汗依照美軍顧問團的建議，開始將硬體軍需從重度依賴美國提供轉向由國內自主生產。:361953年，第6步兵師成立，在1956年第9步兵師裁撤後，由於美援只足以支撐巴基斯坦1個裝甲師和6個步兵師也隨之裁撤。:36這段期間，阿尤布·汗提供了一個旅級戰鬥隊給美軍，並投入於韓戰中。:270
作為博格拉政府內閣的一員，阿尤布·汗被巴基斯坦政治人物批評其立場不中立，加入了美國為了圍堵共產主義擴張而建立的CENTO和SEATO，並推動了依賴美國援助的國防政策。:60 
1956年，第1裝甲師和巴基斯坦特勤團在美軍特種部隊的協助下，分別於木爾坦和杰拉特成立。:55 :133在阿布尤·汗的控制下，巴基斯坦除了英軍在軍隊中的影響力，並在美國的協助下，重組了東孟加拉團、邊防步兵團、喀什米爾步兵團和邊境軍團。陸軍自此成為巴基斯坦武裝力量的最大分支。:98
1957年，巴基斯坦陸軍第1軍於旁遮普成立並駐紮於該地。:55 1956年－1958年間，步兵、砲兵、 軍工、裝甲、醫療、工程、勤務和航空等各類軍事訓練中心和學校在美國的協助下一一成立。:60

#### 軍事接管與第二次印巴戰爭
1953年早期，巴基斯坦陸軍開始介入國內政治，巴基斯坦總督古拉姆·穆罕默德為了恢復國內情勢在總理卡瓦賈·納茲穆丁批准後，去除了旁遮普省的民選首席部長米安·馬塔茲·道拉坦那的職位，並在中將亞薩姆·汗和成功鎮壓1953年拉合爾暴動的拉馬丁·汗上校支持下，發布了戒嚴令。:17–18據傳在1954年，巴基斯坦陸軍情報部門認為選舉有共產黨崛起的疑慮。:75選舉後的兩個月，卡瓦賈·納茲穆丁再次批准古拉姆·穆罕默德的要求，將另一名民選的東巴基斯坦省首席部長阿布·凱瑟·法茲勒·胡克去職，並指派伊斯坎德爾·米爾扎全權管理。:75隨著阿尤布·汗入閣，擔任博格拉政府的國防部長一職，陸軍對政治的控制力更加壯大，此後儘管公眾和西巴基斯坦的政治人物對此嚴正抗議，阿尤布·汗依舊強勢推動四省一體化計畫。:80國防資金主要使用在在阿尤布·汗的陸軍和阿斯加爾·汗中將領導的空軍，海軍的需求相比就不受重視。
1954－1958年間，阿尤布·汗接受了新任平民總理穆罕默德·阿里·博格拉的慰留，再次接下國防部長職務。:232
阿尤布·汗領導的巴基斯坦陸軍對憲法中軍隊國家化日趨不滿，因此，巴基斯坦陸軍協助了巴基斯坦總統伊斯坎德爾·米爾扎發布的戒嚴令，僅僅兩周便控制了巴基斯坦權力核心，讓阿尤布·汗成為第二任巴基斯坦總統。:81阿尤布·汗後來讓穆薩·汗將軍擔任軍隊指揮官，自己則提升為具爭議的陸軍元帥。:221969年，最高法院推翻了1958年的決議，否決了1958年的戒嚴令。:60
軍隊舉行全民投票，軍隊利用情報機構嚴密控制政治局勢，禁止國內所有的政治活動。
1961年－1962年，美國繼續協助巴基斯坦軍隊，成立了第22、23、24和25騎兵團。:361960年－1961年間，由於擔心阿富汗介入西北邊境省，據說巴基斯坦陸軍特種部隊進入了該省分，並接管了當地控制權。1964年－1965年，印巴雙方不對在邊境爆發衝突，導致印巴雙方的緊張程度不斷上升，最後雙方在卡奇沼澤地附近爆發嚴重衝突，巴基斯坦對印度發動直布羅陀行動，本欲奪取印屬克什米爾，但行動失敗，印度軍方則在1965年5月8日以大規模報復行動回應巴基斯坦。1965年9月6日晚間，印度軍方在機動部隊奪下巴基斯坦旁遮普省並推進到拉合爾附近後，正式對巴基斯坦全面開戰。:294當時巴基斯坦機動或裝甲部隊裝備自美國進口的配備，例如M4雪曼、M24霞飛、M36傑克森驅逐戰車、M47和M48巴頓戰車，而印度則裝備美軍在韓戰期間使用的M4雪曼和二戰時英國製造、裝有法製CN-75戰車砲的百夫長戰車，與巴基斯坦軍隊相比十分過時。
儘管巴基斯坦總體上具有較好的裝備，在坦克和火砲的數量也具有優勢，:69但印度依然穿透巴基斯坦在邊界上的防線，成功奪取巴基斯坦旁遮普省拉合爾地區360平方（139平方英里）到約500平方（193平方英里）的土地。戰爭期間，車溫達一地發生了大規模裝甲會戰，巴基斯坦新建立的第1裝甲師被派往前線阻止印度的入侵。:35最終，印度的攻勢在布爾基一帶被停下。由於巴基斯坦的外交手段獲得進展以及蘇聯的介入，終於使印巴雙方在蘇聯境內簽屬塔什干宣言，宣布結束戰爭。而根據美國聯邦研究部進行的國會圖書館國家研究：
這場戰爭在軍事上沒有勝敗；雙方都有人員俘虜和被俘虜，且都擁有本屬於另一方的領土。巴基斯坦方面的損失相對較重，約20架飛機墜落、200輛坦克戰損和3,800名士兵傷亡。雖然巴基斯坦軍隊或許能夠承受印度的入侵，但持續的戰鬥只會導致巴基斯坦戰敗。大多數巴基斯坦人皆受過教育，堅信自己國家的武力不會被“印度教”擊敗，阿尤布·汗及其政府因此成為眾矢之的，公眾認為他和他所領導政府的無能導致巴基斯坦無法取得最後勝利。
宣布停火時，印度傷亡人數約3,000人，而巴基斯坦傷亡人數約3800人。巴基斯坦損失了200至300輛坦克，印度則失去了約150至190輛坦克。
但是，大多數評估都認為，在宣布停火時，印度相對佔上風，不過巴基斯坦國內的戰爭文宣卻說繼續戰爭對巴基斯坦軍隊有利。 戰後，巴基斯坦並未重視資訊缺乏的問題，反而對國內領導階層大肆批評，間接種下了1971年第三次印巴戰爭大敗的種子。巴基斯坦軍方並未對佔領東巴基斯坦的印度軍隊採取行動，最後印度佔有1,920平方（741平方英里）的巴基斯坦國土，巴基斯坦則占有550平方（212平方英里）的印度國土。印度軍方的行動主要局限於旁遮普地區，例如錫亞爾科特、拉合爾和克什米爾地區，巴基斯坦的奪取的土地主要集中在信德省對面的南部沙漠和克什米爾北部附近的強普地區。
戰事爆發時，美國對巴基斯坦實施武器禁運，巴基斯坦陸軍轉向蘇聯和中國輸入，並了解裝甲部隊之所以無法利用他們的優勢創造戰果的原因，缺乏步兵偕同佔了相當重比例。為此，巴基斯坦陸軍在1966年－1968年建立了第9、16和17步兵師。1966年，第4軍成立，總部設在旁遮普省拉合爾。
軍隊在第二次印巴戰爭結束後持續介入民間事務，1969年，當時的軍隊指揮官葉海亞·汗在阿尤布·汗辭去總統職務後，控制了國家民生，更廢除了國家憲法，使孟加拉國人民聯盟和巴基斯坦人民黨分別在東西巴基斯坦發動罷工，最終導致第二次巴基斯坦戒嚴。
巴基斯坦最高法院判定，該次戒嚴違憲，宣布戒嚴令失去暫停憲法的效力，並判定葉海亞·汗所獲得的權力屬於「非法奪取」。:59–60鑒於最高法院的判決，葉海亞·汗在一次軍方舉辦的電視演講中，宣布將在1969年－1970年間舉行全國性選舉。:59–60

#### 鎮壓、東巴基斯坦軍民衝突和印度入侵（1969–1971）
1969年，葉海亞·汗將軍隊指揮體系集中到拉瓦爾品第陸軍「高級指揮部」的阿卜杜勒·哈米德·汗將軍，任命為陸軍參謀長，開始對軍隊進行行政改革。:321967年－1969年間，巴基斯坦陸軍東巴基斯－印度邊界附近的步兵部隊進行了數次大型軍演。:114–1191970年，據報導，巴基斯坦軍隊在約旦防止巴勒斯坦滲透的軍事行動中有所介入。1971年6月，巴基斯坦陸軍司令部通過了徵兵制度，並成立了第18步兵師，駐紮於信德省海德拉巴，負責防衛拉希姆亞爾汗到卡奇沼澤地560英里（900）的巴基斯坦國土，第23步兵師則重新派駐到了千普地區。
1971年，第2軍成立，總部位於木爾坦，負責防禦印度軍隊的大規模入侵。1971年12月，第37步兵師成立，隨後，屬於第2軍後備役組成的第33步兵師成立。據報，巴基斯坦陸軍協助巴基斯坦海軍成立了兩棲部隊，即巴基斯坦海軍陸戰隊，其中一個營曾與第9步兵師一同空降到東巴基斯坦。而其他的陸戰隊營則駐紮在旁遮普外圍，協助防禦戰爭時印度的入侵。
探照燈行動期間，軍隊襲擊了東巴基斯坦政府建築和通訊中心，並限制反對軍管的政治人物人身自由，隨後政府加強對公眾事務的介入，:263之後的一個月內，巴基斯坦國家安全戰略人員才理解到，探照燈行動之所以沒辦法有效執行，全因他們未把印度在反抗勢力背後的支援列入考量。:2–3
葉海亞·汗政府被指控犯下戰爭罪，以及迫害巴基斯坦人民自由和人權。由阿米爾·阿卜杜拉·汗·納資中將指揮的東巴基斯坦指揮部，負責防衛東巴基斯坦前線，卻被巴基斯坦現役的軍官、政治人物和記者指責其在東巴基斯坦升高了政治暴力。1970年大選後，軍方拘捕了數名重要政治人物、記者、和平運動者、學聯會成員和公民社會的成員，以遏止巴基斯坦的自由運動和言論。:112在東巴基斯坦，經過阿米爾·阿卜杜拉·汗·納資中將統合後，東巴基斯坦指揮部在1971年4月開始與武裝民兵交戰，1971年12月，印度也加入了這場戰爭。:596巴基斯坦陸軍與海軍陸戰隊一起在兩條戰線上發動了地面攻勢，但印度陸軍成功地堅守陣地並在兩條戰線上開展了協調良好的地面行動，最初奪下5,795平方英里（15,010平方）:239的巴基斯坦土地，奪自自由克什米爾、旁遮普省和信德省。:239
1971年12月16日，印度軍隊正式介入戰爭後僅13天，面對印度軍方在東部發布的最後通牒，阿米爾·阿卜杜拉·汗·納資中將承認戰敗，開始與印度協調與簽訂投降文書，單方面與孟加拉武裝部隊停火。據報導，東巴基斯坦指揮部的向印度軍方的總投降人數為93,000－97,000人左右，是在二戰後任何投降人數最多的一次。葉海亞·汗無法接受第1、第2軍團和海軍陸戰隊在這次戰爭中的傷亡，利用行政命令將政府權利轉移給了佐勒菲卡尔·阿里·布托。
巴基斯坦軍事觀察員A·H·阿敏認為，軍隊的戰略策畫人員並未認真考慮1971年12月後印度全面入侵的可能性，他們認為印度軍方不會冒著中國和美國介入的風險發起進攻，但卻沒注意到每年11月到12月喜馬拉雅山雪季，這段期間中國無法做出實質干預，美國也未特意反對印度入侵東巴基斯坦。

#### 重組軍隊和回穩（1971–1977）
[[File:Tracking Nuclear Proliferation, Pakistan.jpg|thumb|right|260px|{{small|根據卡內基國際和平基金會的註解，1970年代，巴基斯坦工兵團在巴基斯坦多個山區中興建了數座核試驗場:144–145]]
1972年1月，佐勒菲卡爾·阿里·布托政府組織了戰俘調查委員會以調查印度政府持有的戰俘數量，並要求巴基斯坦最高法院調查第三次印巴戰爭失敗的原因。:7–10巴基斯坦最高法院成立了戰爭調查委員會（英語：或，簡稱為WEC），指出軍隊中的多個過失、斷層和問題，並提出了加強武裝力量的相關建議。在葉海亞·汗政府時期，軍隊的士氣十分低落，且有傳言說士兵對駐軍中的高級將領和位於拉瓦爾品第的陸軍司令部發動兵變。:5
在美國的簡短參訪結束後，布托強迫將陸軍7名高級將領不名譽退伍，並稱他們為軍閥。:711972年中，古爾·哈桑·汗中將領導的軍隊拒絕接受布托政府處理喀拉蚩的罷工活動以及逮捕勞工聯盟領導的命令，要求政府動用警察去完成。:7
1972年3月2日，布托解除了古爾·哈桑·汗中將的指揮官職位，改由蒂卡·汗中將擔任，蒂卡·汗之後成為了首任巴基斯坦陸軍參謀長並被升為四星上將。:8在布托政府的領導下，軍隊重新建構了自身結構、增進戰鬥能力，1974年重建位於旁遮普省的巴基斯坦陸軍第10軍，1975年，分別位於信德省和開伯爾-普赫圖赫瓦省的巴基斯坦陸軍第5軍與巴基斯坦陸軍第11軍也隨之重建。根據與印度的三邊條約，布托政府移交了所有第三次印巴戰爭的戰俘，軍方嘗試讓一些患有PTSD或其他創傷後心理疾病者重返軍隊，但這些人大多數已經不想再回到軍中服役。:19–20布托政府逐漸使軍隊走向自給自足，甚至到中國建立材料或金屬工廠，以克服巴基斯坦國內軍武工業缺乏原料和技術的問題。
1973年，布托政府解散了俾路支省政府，分離主義運動再次爆發，導致巴基斯坦政府在該國最大的省分中不斷發動軍事行動，直到1977年停止。:319伊朗軍事援助期間，巴基斯坦陸軍航空兵團接收了來自伊朗的AH-1攻擊直升機。:3191980年代，巴基斯坦政府對分離主義者舉行大赦，衝突才告一段落。:151:319俾路支衝突期間，巴基斯坦軍方持續在阿曼內戰中協助阿曼政府，直到1979年反叛勢力被消滅。:319戰爭調查委員會注意到在與印度的三次戰爭中，武裝力量的四個分支無法有效統整大戰略，因此建議成立參謀聯席委員會，以維持與情報局和聯邦政府三方彼此的軍事交流，並由委員會主席擔任政府的主要軍事顧問。:1451976年，穆罕默德·夏里夫出任首位巴基斯坦參謀聯席委員會主席，但他在一年後就宣布辭職。:1451975年，即便軍方已經向聯邦政府提出任命建議，佐勒菲卡爾·阿里·布托仍將其他7名高級將領人選排除，硬是將穆罕默德·齊亞·哈克升為四星上將，並任命為陸軍參謀長。:24
1970年代，巴基斯坦陸軍工兵團成立，在巴基斯坦的核武製造計畫中發揮了至關重要的作用，1977－1978年，他們曾經在核試驗場中建造鋼鐵隧道。:144–145
巴基斯坦空軍和海軍的戰機駕駛，自願前往中東協助參與贖罪日戰爭的阿拉伯國家，隸屬巴基斯坦空軍的薩塔爾·阿爾維中尉，駕駛他的米格-21戰鬥機擊落以色列空軍的幻象戰機，因此受到敘利亞政府授勳。

#### 在中東的軍事行動、參與聯合國維和部隊以及機密任務（1977–1999）
1977年巴基斯坦選舉期間，保守派拒絕支持執政的巴基斯坦人民黨，導致該國政治穩定度下降。:25–26在穆罕默德·齊亞·哈克指揮下的陸軍，開始計畫取代布托政府，最終，穆罕默德·齊亞·哈克以呼應要再次挑起內戰的反對派領袖為由，發動軍事政變，並暫停行使憲法。:27雖然軍方保證大選將在90天內舉行，隨著戒嚴無限期延長，軍方對民間的控管變得更加嚴格。:30–31應沙烏地阿拉伯政府要求，齊亞·哈克派遣一個連的特勤團部隊，前往麥加協助處理麥加禁寺圍困事件。:265–280
穆罕默德·齊亞·哈克執政期間，由於軍官必須在極具爭議、且針對共產主義者和反對派的一系列軍事法庭中出席，導致軍隊開始轉衰。:31–321984－1985年，巴基斯坦未能阻止印度軍方的擴張行動，因而失去了對錫亞琴冰川的控制權，接下來等著印巴軍隊雙方的是長達一年的艱苦作戰。:45 1984年，由於擔憂在北方前線的將士必須印度軍方進一步的攻勢，齊亞·哈克在公投後，解除了戒嚴令，並在1985年舉行選舉。:45對叛亂分子發布特赦後，俾路支省戒嚴首席執行官在該省有大量非法阿富汗移民的情況下，成功穩定俾路支省的法律和秩序。為了防止阿富汗國民軍的滲透，巴基斯坦成立了第12軍，總部位於奎達。
1985年，蘇聯－阿富汗戰爭正打得如火如荼時，紅軍部隊卻攻擊了巴基斯坦的部落地區，因此，美國同意對巴基斯坦提供價值40.2億美金的軍事援助計畫。:45–461986年，印度陸軍將常備部隊動員到了巴基斯坦南部前線，由於印度未向巴基斯坦告知演習一事，一度導致印巴的緊張情勢加劇。:461987年－1988年，第31軍和第30軍成立，總部分別設於南北旁遮普，負責防禦印度軍隊的大規模進攻。
在穆罕默德·齊亞·哈克死後，陸軍與空軍組織了大規模軍演，以評估武器系統的技術水平和作戰準備。:571980年代，巴基斯坦陸軍參與了多次中東事務，如1980年－1988年，伊拉克戰爭期間，派遣到沙烏地阿拉伯的部隊，以及1990年海灣戰爭都能看到他們的身影。
1991年－1998年期間，巴基斯坦陸軍作為聯合國軍的一部份，在索馬利亞內戰、波士尼亞戰爭和南斯拉夫內戰中顯現了其優良的戰鬥能力。:69–731998年，在巴基斯坦軍政府的管理下，巴基斯坦在俾路支省進行了核子試驗，而這些試驗場所興建，工兵團貢獻良多。1999年，謝里夫內閣極具爭議地將時任參謀聯席委員會主席和陸軍參謀長的傑漢吉爾·卡拉邁中將去職，並替換成佩爾韋茲·穆沙拉夫，據報導，這樣的舉動破壞了巴基斯坦國內政軍關係的平衡。

1999年5月，一隻屬於準軍事狀態的北部輕裝步兵團，偷偷的進入了印屬克什米爾卡基爾縣，與印度陸軍爆發了大規模邊境衝突，對雙方都造成了大量損失。這起衝突被認為是毫無意義的，且作戰計畫的諸多錯誤導致軍隊無法取得預計的結果，導致軍隊承受與1965年直布羅陀行動相近的敗果，當時駐巴基斯坦的美國軍事觀察員在巴基斯坦的新聞節目上發表了著名評論：
卡吉爾戰爭的失敗，顯露了巴基斯坦軍方依舊缺乏大戰略，導致先前與印度戰爭的失敗再度發生。:200 
由於北部輕裝步兵團值得稱許的作戰表現，巴基斯坦總統在1999年將該部隊改為編為正規部隊。

### 21世紀：戰鬥表現

#### 本土宗教叛亂和反恐戰爭（2001–現今）
1999年10月，巴基斯坦陸軍司令部拒絕接受謝里夫政府因佩爾韋茲·穆沙拉夫在卡吉爾戰爭中的失敗，而解除佩爾韋茲·穆沙拉夫指揮權的命令，並發動了軍事政變。:142這次政變，引發了前謝里夫政府和軍方長時間且所費不貲的訴訟，2009年，巴基斯坦最高法院大法官宣布該次政變違憲，且違背憲法賦予軍隊的使命。:119–120:112–115 
2001年，911事件後，巴基斯坦參與了美國在阿富汗的作戰，與此同時，印巴再度發生對峙。2004－2006年，巴基斯坦陸軍派出軍事觀察員以協助斯里蘭卡陸軍結束與坦米爾伊拉姆猛虎解放組織的內戰。
為了要克服2004年－2007年的治理危機，穆沙拉夫政府自軍中抽調了數位軍官安插在民間機構，影響且弱化了軍隊戰鬥表現。:37因此，軍隊的戰力逐漸下滑，與塔利班和阿富汗阿拉伯人的作戰表現逐漸下降，舉例來說，巴基斯坦陸軍在為了奪回部落地區的第一次史瓦特戰役中，巴基斯坦陸軍遭受損失嚴重。:372006年到2009年間，軍隊與阿富汗阿拉伯人和聖戰者發生數次戰鬥，包含在紅色清真寺的軍事行動，以控制宗教狂熱主義。:372006年，俾路支政治人物阿克巴·布格蒂遇刺身亡後，提倡俾路支獨立的俾路支分離主義者與軍方開始爆發武裝衝突。:37
2007年4月，陸軍副參謀長阿赫桑·薩利姆·希亞特的引導下，軍隊進行了大規模的改組，成立了中部、南部兩個陸軍指揮部，以增進軍隊的作戰實力。2009年到2014年期間，穆沙拉夫辭職後，阿什法克·佩爾韋茲·卡亞尼將軍接任陸軍參謀長，重新審視了軍隊的政策，撤回了安插在民間機構的軍官，並專注在憲法所賦予的使命。:37 2012年，北方輕裝步兵團的一個營，在一次雪崩中，導致135名士兵和數名軍官受困。
2013年到2016年，巴基斯坦西北部戰爭在謝里夫內閣執政時期終於決定性的倒向政府，最終使憲法能在全國（包含以前無法無天的地區）實行。2019年，軍隊與印度軍隊時不時爆發邊境衝突，同時在沙烏地阿拉伯介入葉門時派遣了部隊協助沙烏地阿拉伯。

## 聯合國維和行動
在新的世界權力平衡產生後，出現了更複雜的安全環境。其特徵是持續茁壯的政治強權國家
| - 1960年－1964年，聯合國剛果行動 - 1962年－1963年在紐幾內亞和西巴布亞的聯合國安全部隊（UN Security Force，簡寫UNSF） - 1963年－1964年，聯合國葉門觀察團 - 1989年－1990年，聯合國納米比亞獨立支援小組（UN Transition Assistance Group in Namibia，簡寫UNTAG） - 1991年－2003年，聯合國伊拉克－科威特觀察團 - 1993年－1996年，聯合國海地特派團 - 1992年－1993，聯合國柬埔寨過渡時期權力機構 - 1992年－1995年，第一次聯合索馬利亞行動 | - 1992年－1995年，聯合國波士尼亞保護部隊（UN Protection Forces in Bosnia） - 1993年－1996年，聯合國盧旺達支援小組 - 1995年－1997年，第三期聯合國安哥拉核查團 - 1996年－1997年，聯合國東斯拉沃尼亞、巴拉尼亞和西錫爾米烏姆過渡行政當局 - 1996年－2002年，聯合國普雷維拉卡觀察團 - 2001年－2005年，聯合國塞拉利昂代表團 - 1999年到至今，聯合國東帝汶臨時政府 - 1999年至今，聯合國科索沃臨時行政當局特派團 |

下方表列巴基斯坦軍隊正參與的聯合國維和行動
| 起始年分 | 任務名稱             | 地點           | 衝突           | 貢獻             |             |
| -------- | -------------------- | -------------- | -------------- | ---------------- | ----------- |
| 1999     | 聯合國剛果穩定特派團 | 刚果民主共和国 | 刚果民主共和国 | 第二次剛果戰爭   | 3,556名士兵 |
| 2003     | 聯合國利比里亞特派團 | 利比里亚       | 利比里亚       | 第二次利比亞內戰 | 2,741名士兵 |
| 2004     | 聯合國蒲隆地行動     |                |                | 蒲隆地內戰       | 1,185名士兵 |
| 2004     | 聯合國象牙海岸行動   |                |                | 象牙海岸革命戰爭 | 1,145名士兵 |
| 2005     | 聯合國蘇丹代表團     | 苏丹           | 苏丹           | 第二次蘇丹內戰   | 1,542名士兵 |
|          | 觀察員或其他人員     |                |                |                  | 191觀察員   |

- 至2015年8月，巴基斯坦軍隊派往維和任務的總人數為7,533人，是參與國中數一數二多的國家。[140]

## 組成

### 指揮體系
軍隊的行政部門由國防部長組織，國防部的秘書1處負責處理軍隊的行政事務，由國防秘書主管。憲法允許在總理作為首席執行官時，總統可以擔任總司令一職。陸軍參謀長由上將擔任，上將在巴基斯坦為最高級別的軍階，負責陸上作戰，為參謀聯席委員會的一員，參謀聯席委員會則負責對總理及內閣依國家安全和軍事行動提供諮詢和簡報。
陸軍司令部位於旁遮普省拉瓦爾品第，而參謀聯席總部就在其附近。陸軍參謀長除了要指揮陸軍部隊，還必須協助由中將派任的高級參謀官（Principal Staff Officer）。
司令部中的主管包含：
- 參謀長（英语：Chief of General Staff (Pakistan)），軍事行動和情報局負責人，其下還有：[3]
  - 2名後勤司令官（Chief of Logistics Staff）。[3]
  - 後勤官（英语：Quartermaster general）（QMG）。[3]
  - 軍需官（英语：Master General of Ordnance (Pakistan)）（[3]
  - 總工程師（英语：Engineer-in-Chief (Pakistan Army)），陸軍總工程師和總製圖師。[3]
  - 陸軍軍法署長（英语：Judge Advocate General (Pakistan Army)）。[3]
  - 軍事秘書（Military Secretary）。[3]
  - 主計長（文職）。[3]

2008年，巴基斯坦陸軍司令部新建了武備監察長（Inspector-General of Arms）和通訊與資訊科技監察長（Inspector-General Communications and IT）兩個高級參謀職位。

## 人事

### 軍官
巴基斯坦陸軍的軍階和圖示是以英國陸軍軍階為基礎修改而來。要成為軍官有幾種方式，一是從位於卡柯爾的軍事學院畢業；二是從軍官學校畢業；三則是從候補軍官學校畢業。:134
軍官的選拔競爭十分激烈，每年大約有320－700人獲准進入巴基斯坦軍事學院就讀，少數來自民間大學的內科醫生、專科醫師、獸醫和工程師，會被直接招募到醫療兵團、獸醫兵團、工兵團和牙科兵團，這些來至民間的人員可說是這些後勤部隊的核心成員。:293由於激烈的競爭，後勤兵團的人員幾乎都完成12年的教育，且必須在巴基斯坦軍事學院度過兩年，同時完成軍事訓練和專業科目的課程，使他們能達到學士學位的教育水平，其中包含了英語能力。:293軍隊部門也提供資金管理、會計、工程、建築和行政管理的職務給民間，目前軍隊雇用了6,500左右的民間人士。
巴基斯坦的軍官退休年齡一般42歲到60歲之間，依他們的階級而定，且經常到聯邦政府或民間企業就業，除了薪資水平較高外，這些退休軍官獲得工作的機會也較高。:294
根據國際戰略研究所（IISS）2018年的分析，巴基斯坦陸軍常備部隊總合約在815,000人左右，包含正規軍、後備部隊、國民兵和70,000人左右邊境軍團。
| 薪等     | O-10     | O-9  | O-8     | O-7      | O-6   | O-5  | O-4     | O-3  | O-2   | O-1  | O-1     |  |
| -------- | -------- | ---- | ------- | -------- | ----- | ---- | ------- | ---- | ----- | ---- | ------- |  |
| 肩章圖示 |          |      |         |          |       |      |         |      |       |      |         |  |
| 稱謂     | 陸軍元帥 | 上將 | 中將    | 少將     | 准將  | 上校 | 中校    | 少校 | 上尉  | 少尉 | 少尉    |  |
| 縮寫     | FM       | Gen. | Lt-Gen. | Maj-Gen. | Brig. | Col. | Lt-Col. | Maj. | Capt. | Lt.  | 2nd-Lt. |  |
| 北約代號 | OF-10    | OF-9 | OF-8    | OF-7     | OF-6  | OF-5 | OF-4    | OF-3 | OF-2  | OF-1 | OF-1    |  |
| 星等     | 五星上将 | 四星 | 三星    | 兩星     | 一星  |      |         |      |       |      |         |  |
|          |          |      |         |          |       |      |         |      |       |      |         |  |

### 准尉
巴基斯坦陸軍採用了獨特的低級委任軍官（縮寫：JCO）系統，類似於美國的准尉或有限職務軍官系統，繼承自英屬印度陸軍，階級位於士兵和軍官階層之間。:134低級委任軍官必須擁有某一種專長，並參與某項相關事務，軍官可直接將其從士兵階級晉升為此類軍官。:134
次級委任軍官來自英屬印度時期的總督委任軍官，當時軍官和士兵的待遇具有極大的差距，因此這種系統在1947年新軍隊成立時，給新軍隊帶來良好影響。:134現今，由於軍人的教育水平越來越高，軍隊開始採用類似美國的軍階系統，次級委任軍官的使用越來越少。:134但對於不願進入四年制大學的士兵來說，次級委任軍官或准尉系統，仍是一個強大的誘因。:134
| 次級委任軍官/准尉階級 | 次級委任軍官/准尉階級                               | 次級委任軍官/准尉階級                               | 次級委任軍官/准尉階級                               | 次級委任軍官/准尉階級 | 次級委任軍官/准尉階級 | 次級委任軍官/准尉階級 | 次級委任軍官/准尉階級 | 次級委任軍官/准尉階級 | 次級委任軍官/准尉階級 | 次級委任軍官/准尉階級 | 次級委任軍官/准尉階級 | 次級委任軍官/准尉階級 | 次級委任軍官/准尉階級 |
| --------------------- | --------------------------------------------------- | --------------------------------------------------- | --------------------------------------------------- | --------------------- | --------------------- | --------------------- | --------------------- | --------------------- | --------------------- | --------------------- | --------------------- | --------------------- | --------------------- |
| 肩章圖示              |                                                     |                                                     |                                                     |                       |                       |                       |                       |                       |                       |                       |                       |                       |                       |
| 稱謂                  | 大尉 （步兵和其他兵種） 騎兵上尉 （騎兵和裝甲部隊） | 中尉 （步兵和其他兵種） 騎兵中尉 （騎兵和裝甲部隊） | 少尉 （步兵和其他兵種） 騎兵少尉 （騎兵和裝甲部隊） |                       |                       |                       |                       |                       |                       |                       |                       |                       |                       |
| U.S. Code             | CWO                                                 | WO2                                                 | WO1                                                 |                       |                       |                       |                       |                       |                       |                       |                       |                       |                       |
|                       |                                                     |                                                     |                                                     |                       |                       |                       |                       |                       |                       |                       |                       |                       |                       |

### 士兵和士官階級
應募而來的新兵通常來自全國各地，但軍隊為了遵守種族平衡的命令，被陸軍拒絕的新兵可以選擇加入海軍陸戰隊或空軍。:292大多數的新兵來自窮苦的農村家庭，識字能力在過去一般較差，但隨著教育費用不再高不可攀，絕大多數都能達到12級的教育水平。:292在過去，軍隊中的新兵必須重新教育文盲人員，並透過一種家長式（paternalistically）的集中教育機構逐步輔導，必要時教授他們官方語言：「烏爾都語」，在他們軍事訓練正式開始前完成基本教育。:292
在36周的訓練期間，他們將對所屬單位產生歸屬感，並開始出現作為巴基斯坦的一份子，而非僅是部落或村莊成員的意識。:292入伍士兵到退役或擔任軍官前，通常會服役18至20年，期間他們會定期進行軍事訓練，並參加學術課程以獲取晉升機會。:292
士兵或士官（Non-commissioned officer）會在右袖著與所屬部隊相應顏色的V字型臂章。:292這種臂章的中心點必須距離士兵肩部10公分。:292加入軍隊的薪資和獎勵十分豐厚，包括土地分配和免費房屋，於大學或學院進修甚至有資金援助。:294士兵的退休年齡各不相同，大多數取決於他們的軍階。:294
| 臂章圖式 |            |                |            |                |      |      |        | –    | –    |
| 稱謂     | 營級士官長 | 營級軍需士官長 | 連級士官長 | 連級軍需士官長 | 中士 | 下士 | 準下士 | 列兵 | –    |
| 縮寫     | BHM        | BQMH           | CHM        | CQMH           | HAV  | NK   | L/Nk   | Sep. | NE   |
| 北約代號 | OR-9       | OR-8           | OR-7       | OR-6           | OR-5 | OR-4 | OR-3   | OR-2 | OR-1 |
| 美軍代號 | SGM        | MSG            | SFC        | SSG            | SGT  | CPL  | PFC    | PVT  | –    |

### 徵兵與訓練
1947年8月之前，英國陸軍徵兵部門在傑赫勒姆縣、拉瓦爾品第縣和坎貝爾布爾地區主導徵兵事務並招募士兵。1947年－1971年，巴基斯坦軍隊偏愛自旁遮普招募士兵，甚至被戲稱是「旁遮普軍」（Punjabi Army），起因是該地是巴基斯坦國內人口最多的省分，其內有大量窮困的農家，而且對應募通常有極大的興趣。:149 
時至今日，雖然軍隊的招募人員努力的要從都市地區（如：喀拉蚩和白沙瓦等地）招募新兵，但通常都市化程度較高的地區，對大學和學士後（尤其是前往美國或其他英語國家）教育和在私人企業工作比較感興趣，因此來自農村的新兵人數依舊占多數。:31
1971年後，布托政府引入配額系統，大幅減少軍官和士兵來自旁遮普地區的比例，並給予信德省、俾路支省和開伯爾-普赫圖赫瓦省優渥補助，以保持種族平衡，而這樣的制度依舊存在。:163至於因為種族平衡而被軍隊拒絕的人員，常會被建議加入海軍陸戰隊或是空軍。
1991年，陸軍大幅度縮減少來自旁遮普的人員，軍隊縮編至原先的63%，並對信德省和開伯爾-普赫圖赫瓦省的新兵提供醫療補助，以刺激兩地的入伍意願。軍隊則會依根據人口普查，對種族人數限制進行修改，這些措施是為了保障任何想加入軍隊的巴基斯坦人都能有一個公平競爭的機會。2003年－2005年，軍隊持續降低軍隊內部旁遮普人的比例，將旁遮普人在軍隊中的占比降低到43－70%左右。
軍隊對信德省和俾路支省將身高限制放寬到5英呎4英寸，並提供當地擁有8年級學歷者，至少到12年級的教育。:31而在旁遮普和開伯爾-普赫圖赫瓦省的身高限制則保持在5英尺6英吋，且至少要有10年級的學歷。:31
軍隊唯一的新訓營位在加谷爾的巴基斯坦軍事學院內。就讀巴基斯坦軍事學院的軍校生一般要兩年才能從該學院畢業。所有軍隊的士兵或軍官，不論是否曾在其他軍事學校就讀，都必須就讀巴基斯坦軍事學院並參加培訓。

### 女性入伍和宗教問題
早在1947年，軍隊創立之初，女性就已經在巴基斯坦陸軍服役，現今約有4,000名女性在軍隊的行政部門中服役。在過去，女性就被編入國民兵中的女子防衛隊（Women's Guard Section），一般從事醫護、救濟和文書工作，但由男性士兵的短缺，因此也開始接受女性任職於作戰單位。
在伊斯蘭世界中，女性將官十分罕見，但在巴基斯坦卻有一位名為沙伊達·馬利克的女性，因其內科專業成為少將，同時也是首位獲得兩星階級的女性軍官。據報，2015年時，軍隊在步兵、空降和狙擊部隊組織了相當大的女性分遣隊，並派駐在作戰區域，與男性士兵並肩作戰。
軍隊並未限制宗教信仰，印度教、錫克教、瑣羅亞斯德教和基督教徒都曾擔任過軍隊的指揮職。此外還設立了牧師團，提供士兵相關宗教服務。
1993年，朱利安·彼得少將成為巴基斯坦陸軍首位任指揮職的基督徒，而赫查·辛格則是錫克教首位軍官。1947年－2000年，軍隊對印度教徒有招募限制，但後來被政府給取消。 2006年，軍隊開始接受印度教徒入伍，並保證無論信仰都可以在軍中平等競爭和升遷。

## 軍事單位

### 陸軍單位與分部
自1947年軍隊建立以來，軍隊主要有兩個架構：作戰部隊和行政部門。:46:570:1271947年－1971年，巴基斯坦陸軍持續使用英軍興建的防禦工事，直到1971年後，現代化的新駐軍成立後，才開始由該部隊建築新的防禦工事，並專門執行建造和工程等非戰鬥任務。
到現今，軍隊的常備部隊為巴基斯坦後備部隊和巴基斯坦國民兵兩種。此外，軍隊有準軍事化邊境軍團和巴基斯坦遊騎兵進行協助，在各州政府負責憲兵工作和協助各州執法和控制局勢。
雖然軍隊基本上是畫分為戰鬥部隊和行政部門，但在這兩個架構下仍會依職能不同而有不同軍種，例如軍官、次級委任軍官（或准尉），而是各軍種的士兵則會著各軍種的制服和貝雷帽。
| 戰鬥部隊     | 圖示 |  | 行政部門             | 圖示 |  |
| ------------ | ---- |  | -------------------- | ---- |  |
| 裝甲兵團     |      |  | 巴基斯坦陸軍勤務兵團 |      |  |
| 防空兵團     |      |  | 憲兵團               |      |  |
| 航空兵團     |      |  | 電機機械工兵團       |      |  |
| 炮兵團       |      |  | 醫療兵團             |      |  |
| 通信兵團     | —    |  | 教育隊               |      |  |
| 工兵團       |      |  | 軍法部               |      |  |
| 步兵團       |      |  | 軍械部隊             |      |  |
| 特勤團       |      |  | 獸醫部隊             |      |  |
| 海岸巡防部隊 | '    |  | 軍情局               |      |  |
| —            | —    |  | 牧師團               |      |  |
| —            | —    |  | 牙醫部隊             |      |  |
| —            | —    |  | 公關處               |      |  |

### 機動作戰單位
發生大規模外境入侵時，預備部隊常會配置到前線，以防禦或對進犯旁遮普地區的敵軍發起進攻。而預備部隊與國民兵一起被劃分成兩部分，一部分屬於第1軍，另一部分則屬於第2軍。
北方陸軍預備役部隊（Army Reserve North）屬於第1軍，並負責防禦東部前線和東部森林區域。由一個步兵師、重型反坦克組、一個航空中隊以及兼職預備後勤人員組成。
北方陸軍預備役部隊在戰時也會部屬在薩特萊傑河以北，負責在印度領土發動攻勢、協助打擊指揮部，或削弱跨越印巴邊界的印度軍隊的攻勢。
另一部分的預備部隊則稱為「南方陸軍預備役部隊」（Army Reserve South），附屬於第2軍，位於薩特萊傑河外郊，為信德省沙漠地帶提供後勤和作戰協助給信德省司令部的第5軍或旁遮普省司令部的作戰部隊。
不像北方陸軍預備役部隊，南方陸軍預備役部隊不含有步兵師，南方陸軍預備役部隊的主要目標為對敵軍發起反攻和執行其他防禦性任務。

### 步兵單位
自從1947年巴基斯坦陸軍成立後，沿襲英軍團編制及文化，現今仍有6個已成立的步兵團。
同時學習美國陸軍的方式建構自己的步兵部隊，讓步兵營在一個不同的指揮區服役一段時間，然後部署到另一個指揮區。
實際上，步兵團編制僅使用於行政業務，各自的大小則是依照設立目標和作戰任務各有不同，並協助政府運作。
步兵團下則編有數個營，通常會被打散以組成旅級戰鬥隊（一般由准將指揮）、步兵師或更大的軍編制。

### 特種部隊
1956年，在美國的協助下，巴基斯坦陸軍成立了一個專精非對稱、非常規作戰的師級部隊。該部隊即為巴基斯坦特勤團的前身，由八個中校指揮的營和三個由少校或上尉指揮的連組成。
特勤團的訓練學校位於開伯爾-普赫圖赫瓦省傑拉特，負責訓練和指導戰爭哲學和孫子兵法。
特勤團中的各個營，各有不同用途和熟悉的作戰環境。因為特勤團特殊的帽子，他們也被稱為「紫褐色貝雷帽」。2000年，巴基斯坦陸軍成立了陸軍戰略司令部負責管理和指揮特勤營、特種支援團、遊騎兵和戰略計劃部門，以及組織大規模武器防禦。
除了特勤團外，軍隊在遊騎兵中也組織了一個小隊，該小隊則在卡拉奇接受包含人質的反恐作戰訓練，並協助信德省和旁遮普省政府維護治安。
2004年時，為了貫徹反恐戰略，軍隊訓練了一個反恐遊騎兵連，稱為遊騎兵反恐部隊（Rangers Anti-terrorist Force，簡稱ARF），並時常與美國遊騎兵共同進行反恐或步兵戰略訓練。

## 軍事思想

### 戰鬥學說（西元1947–2007）
1947年，打自軍隊成立後，巴基斯坦陸軍一直採用稱為「擋後還擊」的戰術，類似現代的所說的「攻勢防禦」（offensive-defense）戰術。:3101989年，擋後還擊戰術在哈米德·古爾中將策畫的Zarb-e-Momin軍事演習中，第一次被軍隊正式使用，該次軍演期間，這一以印度陸軍為假想敵的戰術變得更加完善和純熟。:310
1989年－1999年期間，參謀聯席總部與陸軍司令部指出，在面對具有裝備和數量優勢的主要假想敵－印度陸軍－發動的大規模常規攻擊時，巴基斯坦的弱點在於人口密集區和軍政目標到邊界的距離比印度短。
隨著印度陸軍增進了冷啟動理論的進攻能力，巴基斯坦國家安全策略人員產生了一種極具爭議性的戰略縱深理論，藉著煽動阿富汗和伊朗來達到計畫目標。由於印度陸軍具有各方面的數量優勢，巴基斯坦國家安全分析員表示，直接對印度陸上部隊的正面反攻都是不明智的，最好的反攻方式是使用哈塔發-1A型或哈塔發-1B型戰術彈道飛彈進行反擊。由巴基斯坦國民兵協助支援的後備部隊和印度國防義勇軍在戰事爆發24小時內抵達防禦陣地和工事。後勤動員必須在命令發布後24－72小時才能起作用，在戰事爆發的前24小時，由於巴基斯坦部隊前往前線的距離較短，大致上雙方實力能保持平衡。
「攻勢防禦」要求巴基斯坦先發制人，而不是等著被人攻擊，靠著有限的攻勢來奪取敵方40–50公里深的邊境領土。巴基斯坦國家安全局估計，開戰後的48－72小時，印度在邊境的實力尚未最大化，巴基斯坦可以與印度勢均力敵，甚至是擁有數量優勢。早期對攻勢防禦學說的研究，證實了該學說最大的功用，在於使進攻方必須平衡部隊，以防禦防禦方對自身發起的攻勢，無法集中部隊在進攻。巴基斯坦軍隊的戰略人員期望軍隊能是印度部隊在印度領土中作戰，使印度承受較多損害。攻勢防禦其中一點，巴基斯坦必須攻佔大量印度領土，以獲得在3－4周後由於國際壓力而可能開展的停火協議上的談判籌碼。
1990年代，由於克什米爾停火線的防禦工事和北旁遮普的嚴苛地形，軍隊成立了陸軍後備部隊，組織了數支軍團級別的野戰部隊，在信德省到印度拉賈斯坦邦的沙漠地帶執行針對印度陸軍的防禦性軍事演習。
卡吉爾戰爭中，攻勢防禦的限制完全的暴露出來，由於印度全線開戰，迫使巴基斯坦無法發動攻勢，根據印度作家R·S·N·辛格在2011年所說，若無法取得空軍、海軍或海軍陸戰隊的偕同，攻勢防禦則無法發生作用，巴基斯坦軍隊必須依賴國際壓力迫使印度停止攻擊。

### 威脅矩陣（2010年到現今）
1999年，攻勢防禦學說失敗後，巴基斯坦國家安全相關機構開始構思新的戰略，這個戰略必須為滲透敵方提供全面性大戰略，2011－2013年，新戰略開始投入使用。2013年，ISPR首次發表了新學說：「威脅矩陣」，軍中的國安人員認為巴基斯坦將面臨來自內部的威脅，而這類威脅集中在西部邊界地帶。威脅矩陣為軍方提供作戰目標的優先項目，以及全面分析該國存在和可能存在的威脅。
2013年，以威脅矩陣為基礎，巴基斯坦軍方發動了代號為「Azm-e-Nau」的大規模陸海空和海軍陸戰隊，四級聯合軍事演習，用以測驗軍隊面對複雜安全威脅環境下的戰略和戰術。
該次軍演的目的在於評估應對新種威脅的軍事戰術、程序和技術，並探討陸海空和海軍陸戰隊四個軍種的聯合作戰策略。

## 商業與政治活動
- 佩爾韋茲·穆沙拉夫將軍
（2001－2009年巴基斯坦總統）

自1947年獨立後，巴基斯坦軍方在該國政治中發揮著不可或缺的作用。軍隊甚至被認為是深層政府，利用停止政治動盪或清理貪汙為理由，強行發布戒嚴令停止憲法運作，以執行憲法規定外的事務。
但是，巴基斯坦史學家和觀察家卻認為，巴基斯坦國內的政治動盪、無法無天、貪汙、暴力和地區叛亂都是軍政府期間導致的直接後果。而東巴基斯坦的獨立直接被歸咎為1958年－1971年間，阿尤布·汗和葉海亞·汗兩個軍政府長期軍事統治的後果。
雖然有不服從和停止憲法的事實，但這四位參謀長和同夥皆未因此在法庭上被撤銷榮譽或是被判處叛國罪。對此，許多民主運動認為他們的罪刑被調查機構和聯邦調查機構給掩蓋掉。由於經濟和外國問題的利益衝突，軍隊直接提供了保守黨派參選大選的競選資金，進一步弱化了巴基斯坦。1990年代時，軍方對保守派的納瓦茲·謝里夫提供其政治支持和資金援助，2010時，被極保守派的伊姆蘭·汗批評利用包括直接資助候選人等政治工程控制大選結果。
根據國際新聞機構和國際金融監管機構的調查報告，軍隊控制、管理和經營大量商業公司和企業集團，2007－2008年間估計收益達到200億美金。 國防住屋管理局和陸軍福利信託基金是軍方管理的房地產集團中，最大的兩個企業，持有46個建案，且全部不適用於軍中士兵和被軍隊雇用的民間文職人員。
士兵基金持有巴基斯坦證券交易所的股份，生產並專門對軍方銷售軍用肉類產品，負責軍方種馬場和奶牛場，並在持有烘焙坊、保全和銀行等民間企業。由士兵基金所管理的軍隊工廠生產糖、肥料和黃銅製品等物，而軍人向其購買的價格比平民還要低廉。巴基斯坦軍方持有巴基斯坦證券交易所大量股份，除此以外，還持有商業銀行、航空、鋼鐵業、水泥、電信、石油能源、教育、體育、醫療保健，甚至連鎖雜貨店和烘焙坊的股權。

## 對巴基斯坦社會的影響
打自軍隊成立以後，軍隊在民間社會都佔有相當地位。1996年，傑汗吉爾·卡拉麥特將軍形容巴基斯坦武裝力量與社會的關係：
就我看來，如果我們逼不得已重蹈覆轍，那我們必須理解，軍事領導者只能壓制到某個臨界點，畢竟軍隊就是社會的倒影。——傑汗吉爾·卡拉麥特將軍，
2005年克什米爾大地震和2010年巴基斯坦洪災等國家災難發生時，軍隊的工程、醫療、後勤和其他部隊為救災和重建方面發揮了重要作用。1948年以來，災害發生後，軍隊皆會提供發電機、協助興建水壩、重建城市，並進行對平民或動物的救援行動。
為了協調和管理搜救行動和災後重建，聯邦政府會任命軍官指揮ERRA和NDMA等政府機構。 
除了本國的救援任務外，巴基斯坦陸軍也在世界各地開展相關工作，例如2004年印度洋大地震災後救援期間，協調並領導印尼、孟加拉和斯里蘭卡等國的救援行動。

## 教育和訓練

### 學校教育和制度
巴基斯坦陸軍為年輕高中畢業生和持有大學學位的入伍者提供了大量且待遇良好的職務，並在巴基斯坦國內開設大量開設培訓學校。陸軍訓練學校皆由陸軍內部的教育隊負責監督和管理，並在各校內推行現代化戰鬥訓練。
1947年，巴基斯坦陸軍成立後，原先在1905年英屬印度時期於奎達成立的軍事學院由巴基斯坦接管，並改為指揮參謀學院。任職在巴基斯坦陸軍的英國軍官則廣泛的開展各類學校，提供軍事訓練和專業培訓，藉以建造出一個專業的新軍隊。 1950年－1961年間，巴基斯坦陸軍將大量軍官派往美國、英國、澳大利亞和加拿大的參謀學校參加或學習軍械、步兵、炮兵和軍工相關課程和培訓。:293
最終，美國的國際軍事教育培育計畫（IMET）替代了巴基斯坦的訓練計劃，但雙方的協調隨著彼此的軍事關係變化而有所不同。:121980年代，軍隊每年派遣200多名軍官出國就學，其中三分之二就讀於美國，但當美國中止國際軍事教育培育計畫後，迫使他們改往英國就讀。:294
911事件後，美國重啟對巴基斯坦的IMET計畫，但是川普政府上台後，指控巴基斯坦協助阿富汗聖戰士，使得IMET計畫再次中止。
1970年的軍隊重組後，軍隊成立了更多培育學校，現存的學校有：
| 學校或學院名稱           | 成立年分 | 位置                                | 網站                                                     |
| ------------------------ | -------- | ----------------------------------- | -------------------------------------------------------- |
| 裝甲及機械化作戰學校     | 1947     | 開伯爾-普赫圖赫瓦省瑙謝拉市         | . [2019-03-01]. （原始内容存档于2019-01-03）.            |
| 砲兵學校                 | 1948     | 開伯爾-普赫圖赫瓦省卡柯爾           | . [2019-03-01]. （原始内容存档于2019-01-03）.            |
| 陸軍防空學校             | 1941     | 信德省卡拉奇                        | . [2019-03-01]. （原始内容存档于2019-01-21）.            |
| 軍事工程學院             | 1947     | 開伯爾-普赫圖赫瓦省里薩爾布爾       | . [2019-03-01]. （原始内容存档于2019-01-21）.            |
| 軍事通訊學院             | 1947     | 旁遮普省拉瓦爾品第                  | . [2019-03-01]. （原始内容存档于2019-01-21）.            |
| 步兵戰略學校             | 1947     | 俾路支省奎達                        | . [2019-03-01]. （原始内容存档于2019-01-03）.            |
| 航空學校                 | 1964     | 旁遮普省古吉蘭瓦拉                  | . [2019-03-01]. （原始内容存档于2019-01-03）.            |
| 勤務兵團學校             | 1947     | 開伯爾-普赫圖赫瓦省卡柯爾           | . [2019-03-01]. （原始内容存档于2019-01-20）.            |
| 陸軍醫療學院             | 1977     | 旁遮普省拉瓦爾品第                  | . [2019-03-01]. （原始内容存档于2019-01-21）.            |
| 軍工學校                 | 1980     | 信德省卡拉奇                        | . [2019-03-01]. （原始内容存档于2019-01-03）.            |
| 機電工程學院             | 1957     | 旁遮普省拉瓦爾品第                  | . [2019-03-01]. （原始内容存档于2019-01-21）.            |
| 特殊技術學校             | 成立年分 | 位置                                | 網站                                                     |
| 特種行動學校             | 1956     | 開伯爾-普赫圖赫瓦省傑拉特           | .                                                        |
| 空降培訓學校             | 1964     | 開伯爾-普赫圖赫瓦省卡柯爾           | . [2019-03-01]. （原始内容存档于2019-01-20）.            |
| 憲兵學校                 | 1949     | 開伯爾-普赫圖赫瓦省德拉·伊斯梅爾·汗 | . [2019-03-01]. （原始内容存档于2019-01-21）.            |
| 後勤學校                 | 1974     | 旁遮普省穆里                        | . [2019-03-01]. （原始内容存档于2019-08-02）.            |
| 山地作戰及體育學校       | 1978     | 開伯爾-普赫圖赫瓦省卡柯爾           | . [2019-03-01]. （原始内容存档于2019-01-21）.            |
| 高海拔訓練學校           | 1987     | 吉爾吉特-巴爾蒂斯坦拉圖             | . [2019-03-01]. （原始内容存档于2019-01-21）.            |
| 沙漠作戰學校             | 1987     | 信德省焦爾                          | .                                                        |
| 音樂學校                 | 1970     | 開伯爾-普赫圖赫瓦省阿伯塔巴德       | . [2019-03-01]. （原始内容存档于2019-01-21）.            |
| 犬隻飼育及訓練中心暨學校 | 1952     | 旁遮普省拉瓦爾品第                  | . [2019-03-01]. （原始内容存档于2019-01-21）.            |
| 獸醫學校                 | 1947     | 旁遮普省薩戈達                      | (PDF). [2019-03-01]. （原始内容 (PDF)存档于2019-01-21）. |
| 高階教育機構             | 成立年分 | 位置                                | 網站                                                     |
| 巴基斯坦指揮參謀學院     | 1905     | 俾路支省奎達                        | . [2019-03-01]. （原始内容存档于2019-01-21）.            |
| 巴基斯坦國防大學         | 1971     | 伊斯蘭馬巴德                        | . [2019-03-01]. （原始内容存档于2019-01-21）.            |
| 巴基斯坦國立科技大學     | 1991     | 多個校區                            | . [2019-03-01]. （原始内容存档于2020-10-23）.            |

來源：巴基斯坦陸軍各學校網站 （页面存档备份，存于）及技術學校網站

除了陸軍的士兵能就讀於這些學校外，其他軍種的軍官跟士兵也可以用跨軍種合作的名義就讀。陸軍的步兵戰術學校也負責提供海軍陸戰隊軍事訓練，其他軍種的軍官則必須取得巴基斯坦指揮參謀學院參謀學院後（英語：Psc (military)）學位。任職與陸戰隊的陸軍或海軍上尉和少校也常被邀請參加參謀學院後學位的課程。:9
巴基斯坦國防大學成立於1971年，位於伊斯蘭馬巴德的巴基斯坦國防大學強調提供批判性思維和以研究為基礎的戰略等高等教育給軍中的高級軍官們。根據巴基斯坦作家阿齊爾·沙阿（Aqil Shah）的論文，巴基斯坦國防大學是軍隊非常重要的高級學府，它將軍隊中的高層人員聚集在一起，形成了一個學習平台。:8若無法從國防大學畢業，就無法成為將官，也就無法成為巴基斯坦參謀聯席委員會的一員。:8–9
此外，國防大學顯現出軍隊開始重視人員的工作狀況和幕僚功能，而就讀該大學碩士課程者，軍階至少要達到准將階級。獲准就讀碩士課程者，可以選擇戰略、政治或社經等與國家安全相關的課程。:8–9國防大學成為一個批判性思考機構，成為現役高級軍官的一種洗禮，透過教育使這些高階軍官接受軍人在國家中和面對大眾的角色、地位和應有行為等等的意識形態框架，同時也影響了他們對政府運作、政治和政治危機的看法。:9–10陸軍的軍事工程學院和國防大學並非只限軍人就讀，一般大眾也可以選擇就讀，使民眾能更加瞭解國家安全的相關事務。 :8–9
1991年，軍事工程、通訊、航空學院合併組成巴基斯坦國立科技大學。
除了本國學生外，其中也有來自美國和其他國家的軍官或學生就讀於指揮參謀學院或國防大學，但美國的教官和觀察員卻認為指揮參謀學院所提供的課程極不重視學生的思辨性思考，對後勤等較不熱門的科目也沒有太多關注。:293 :518

### 土木工程和建築
打從70年代開始，巴基斯坦陸軍的工程部隊一直參與巴基斯坦國內的重要工程，比如水力發電設施、發電設備、水壩和公路等公共建設。
其中幾項較重大的建設有喀喇崑崙公路、斯卡都機場和位於伊胡達的核試驗場所。陸軍轄下的邊境工程組織（英語：Frontier Works Organization）與陸軍工兵團在巴基斯坦國內共同興建了為數不少的基礎設施，另外也和巴基斯坦特別通信組織（英語：Special Communications Organization）在巴基斯坦北部興建了通訊線路。
陸軍的工兵團是政府的主要建築包商和顧問，對建築管理提供建議，發生災害時則協助民間重建。
除了上述幾個建設外，其他的大型建設有喀拉蚩尼亞里快速道路、莫克蘭海岸公路以及位於開伯爾-普赫圖赫瓦省的汗布爾水壩。此外，作為聯合國維和任務的一部分，巴基斯坦也在其他國家協助建設基礎建設。

## 巴基斯坦陸軍獎勵和榮譽

### 服役獎勵
| 10年服役勳帶       | 20年服役勳帶 | 30年服役勳帶                     | 40年服役勳帶             |
| 35年服役勳帶       | 品德優良獎章 | 巴基斯坦指揮參謀學院百年紀念勳帶 | 偉大領袖百年誕辰紀念勳帶 |
| 卓越獎章           | 卓越之星獎章 | 卓越新月獎章                     | 卓越勳章                 |
| 決議日金質周年獎章 | 希吉拉獎章   | 民主獎章                         | 獨立日金質周年獎章       |
| 共和國紀念獎章     | 核子實驗獎章 | 對印度高級作戰獎章               | 巴基斯坦獨立獎章         |
| 品德優良之星獎章   | 三級服役獎章 | 1971年戰爭獎章                   | 1971年戰爭之星獎章       |
| 勇敢勳章           | 勇敢之星勳章 | 勇敢新月勳章                     | 勤務獎章                 |
| 一級服役獎章       | 二級服役獎章 |                                  |                          |

### 雄獅勳章
在巴基斯坦軍隊獎勵制度中，雄獅勳章為最高榮耀，僅有在作戰中英勇作戰者才能被授予或被追授。:220這一勳章是以阿里·本·阿比·塔利卜的其中一個頭銜命名，授勳者會被獲得沙希德（阿拉伯语：شهيد）的榮譽稱號，意思是烈士
。:4
1947年－2019年間，總共有10名巴基斯坦軍人獲得這項榮譽，其中有9名在戰鬥中陣亡。
| 順序 | 受獎者               | 軍階   | 所屬部隊       | 參加的作戰     | 勳帶 |
| ---- | -------------------- | ------ | -------------- | -------------- | ---- |
| 1    | 拉加·穆罕默德·薩沃爾 | 上尉   | 旁遮普步兵團   | 第一次印巴戰爭 |      |
| 2    | 圖費勒·穆罕默德      | 少校   | 旁遮普步兵團   | —              |      |
| 3    | 拉加·阿茲·巴蒂       | 少校   | 旁遮普步兵團   | 第二次印巴戰爭 |      |
| 4    | 沙比爾·謝里夫        | 少校   | 邊防步兵團     | 第三次印巴戰爭 |      |
| 5    | 穆罕默德·胡笙·江諸華 | 二等兵 | 裝甲兵團       | 第三次印巴戰爭 |      |
| 6    | 穆罕默德·阿克拉姆    | 少校   | 邊防步兵團     | 第三次印巴戰爭 |      |
| 7    | 穆罕默德·馬福茲      | 準下士 | 旁遮普步兵團   | 第三次印巴戰爭 |      |
| 8    | 卡爾納爾·謝爾·汗     | 上尉   | 信德步兵團     | 卡吉爾戰爭     |      |
| 9    | 拉拉克·揚            | 中士   | 北部輕裝步兵團 | 卡吉爾戰爭     |      |

### 外國獎項
巴基斯坦陸軍的士兵曾因協助他國，因而受到他國褒揚，巴基斯坦陸軍航空兵團的兩名中尉飛行員解救了受困在海拔8,125（26,657英尺）高南迦帕爾巴特峰的斯洛文尼亞登山客托马茨·胡马尔，根據巴基斯坦陸軍的聲明，這兩名中尉後來在斯洛文尼亞首都盧比安納接受斯洛文尼亞總統授予金質勤務勳章。
除此之外，1980－2015年，美國為了加強巴基斯坦和美國的雙邊關係或感謝巴基斯坦方的合作，而多次頒發功績勳章給巴基斯坦的多名將官。:261 2010年，巴基斯坦陸軍在英國威爾士寒武紀巡邏演習中獲得金牌。

## 裝備
巴基斯坦陸軍的武器裝備主要來自國內軍火廠製造，但較先進的裝備則必須從美國、中國、法國或歐盟進口。
巴基斯坦陸軍國內主要的裝備供應商有塔克西拉重工、巴基斯坦國防科技組織、巴基斯坦兵工廠、國家發展聯合體、航空綜合企業和可汗研究實驗室等。
塔克西拉重工與中國和烏克蘭共同研發並生產巴基斯坦所需的主戰坦克。中國大量協助巴基斯坦的坦克生產，包括設計、生產和製造材料。而制式步槍則是巴基斯坦兵工廠從德國黑克勒-科赫取得生產授權的G3P4突擊步槍。
以往巴基斯坦的國防預算中，陸軍所獲得的預算總是大幅超過其他軍種，但為了確保中巴經濟走廊所需的海上安全需求，陸軍將自身預算大幅減低，以補強以往資金不足的海軍。

### 制服
1947年到1971年時，巴基斯坦陸軍的制服與英國陸軍制服十分相似，不過外觀類似施萬尼（一種印度的高領大外套）。:172一套巴基斯坦陸軍的制服由兩個前口袋的施萬尼、合成纖維製成的帽子和卡其色長褲組成。:222
1970年代，巴基斯坦國防部引入使用迷彩的陸軍作戰服，類似英軍使用的擾亂性材料迷彩，不過顏色在1990年後，顏色改為美軍使用的林地迷彩。在終年被白雪覆蓋的地帶，例如錫亞琴或瓦罕走廊，駐紮在該地的士兵通常會著全白的服裝。
2011年，使用黑色與棕色迷彩的戰鬥服開始分配給軍官和士兵。巴基斯坦也引入了乾旱地帶所使用的迷彩，原先應該跟軍階穿戴在一起的徽章也改成了服役勳帶，服役勳帶則是直接刺繡在軍服的胸口位置。在軍服左胸口帶上會刺有士兵的名字，右胸口袋上則是士兵獲得的榮譽勳帶或勳章。
國旗和軍徽一起刺在軍服的左臂上，國旗則會刺在以黑色刺繡為基底的軍徽上方。  
- 巴基斯坦陸軍參謀長（英语：Chief of Army Staff (Pakistan)）卡馬爾·傑韋德·巴伊瓦，圖中，其身著的正是以施萬尼為基礎的巴基斯坦陸軍制服。
- 身著制服的巴基斯坦陸軍軍官和新兵。
- 身著戰鬥服（英语：Battle Dress Uniform）的巴基斯坦陸軍參謀長（英语：Chief of Army Staff (Pakistan)）拉希爾·謝里夫
- 1947－1971年的巴基斯坦陸軍制服，當時的巴基斯坦陸軍制服與英軍制服（英语：British Army uniform）十分相似。

## 體育
巴基斯坦陸軍為軍中的運動員提供了許多運動項目和培訓計畫，例如拳擊、曲棍球、板球、游泳、桌球、空手道、籃球、足球以及其他風行於世界的運動項目。
其中的一個成功案例是巴基斯坦國家籃球隊。

## 資料來源
1. ↑  International Institute for Strategic Studies (IISS). . Routledge. 2017-02-14  [2019-03-01]. ISBN 978-1-85743-900-7. （原始内容存档于2020-11-09）.
2. ↑  Murray, Douglas J.; Viotti, Paul R. . . JHU Press. 1994  [2019-01-17]. ISBN 9780801847943. （原始内容 (googlebooks)存档于2022-04-05） （英语）.
3. 1 2 3 4 5 6 7 8 9 10 11 12 13 14 15  Khan, Hameed. . www.pakdef.org. PakDef Military Consortium. 2003-06-01  [2019-01-16]. （原始内容存档于2019-01-07） （英语）.
4. ↑  . www.pakistanarmy.gov.pk.   [2019-01-28]. （原始内容存档于2019-01-29）.
5. 1 2 3 4 5 6 7 8 9 10 11 12 13  Cloughley, Brian.  1st. London UK.: Skyhorse Publishing, Inc. 2016  [2017-08-16]. ISBN 9781631440397 （英语）.
6. ↑  (Iiss), The International Institute of Strategic Studies. . Routledge, Chapman & Hall, Incorporated. 2017-02-14. ISBN 9781857439007 （英语）.
7. ↑  . CIA world Fact BOOK.   [2016-06-01]. （原始内容存档于2016-03-27）.
8. ↑  .   [2019-10-30]. （Article 245(1)–Article 245(4) 原始内容 请检查|url=值 (帮助)存档于2015-03-21）.第2章：武裝力量第XII部分
9. ↑  Harper, Stephen. .  (google books) 1st. Indiana, U.S.: Bloomsbury Publishing USA. 2017: 155  [2017-08-16]. ISBN 9781623567071 （英语）.
10. 1 2 3 4  Fair, C. Christine. . . Karachi, Sindh, Pakistan: Oxford University Press. 2014: 310  [2019-03-01]. ISBN 9780199892716. （原始内容 (google books)存档于2022-04-05） （美国英语）.
11. ↑  .   [2013-01-18]. （原始内容存档于2013-01-14）.
12. ↑  .   [2015-05-01]. （原始内容存档于2015-03-15）.
13. ↑  Article 245(1)&Article 245(3) 的存檔，存档日期21 March 2015. in Chapter 2: Armed Forces in Part XII: Miscellaneous of Constitution of Pakistan.
14. ↑  Javid, Hassan. . DAWN.COM (Dawn Newspapers). Dawn Newspapers. 2014-11-23  [2017-08-16]. （原始内容存档于2017-08-16） （英语）.
15. ↑  Aqil, Shah. . 1973. ISBN 9780674728936.
16. ↑  Haqqani, Husain. . Washington, D.C.: Carnegie Endowment for International Peace. 2005. ISBN 0870032852.
17. ↑  Aziz, Mazhar. . Routledge. 2007  [2017-08-16]. ISBN 9781134074099 （英语）.
18. ↑  Chengappa, Bidanda M. . APH Publishing. 2004. ISBN 9788176485487 （英语）.
19. ↑  Alam, Dr Shah. . Vij Books India Pvt Ltd. 2012  [2017-08-16]. ISBN 9789381411797 （英语）.
20. ↑  Article 243(2) 的存檔，存档日期21 March 2015. in Chapter 2: Armed Forces in Part XII: Miscellaneous of Constitution of Pakistan.
21. ↑  Butt, Tariq. . www.thenews.com.pk (News International). News International. 2016-11-16  [2017-08-16]. （原始内容存档于2017-08-16） （英语）.
22. ↑  . DAWN. 2016-11-29  [2016-11-29]. （原始内容存档于2016-11-29）.
23. ↑  . The Express Tribune. 2016-11-29  [2016-11-29]. （原始内容存档于2016-11-29）.
24. ↑  . Pakistani.org.   [2012-05-15]. （原始内容存档于2012-03-11）.
25. ↑  Chandar (Retd), Col Y. Udaya. . . Chennai, Ind.: Notion Press. 2018  [2019-01-01]. ISBN 9781948473224. （原始内容 (google books)存档于2022-04-05） （英国英语）.
26. 1 2  Roy, Kaushik. .  (google books) 1st. London, Uk.: A&C Black. 2013: 220  [2017-09-18]. ISBN 9781441177308 （英语）.
27. ↑  Khanna, K. K.  1st. Delhi India: Vij Books India Pvt Ltd. 2015: 295  [2017-09-18]. ISBN 9789382652939 （英语）.
28. ↑  Schofield, Victoria. .  2nd. London, Eng. UK: I.B.Tauris. 2003: 250  [2019-01-01]. ISBN 9781860648984. （原始内容 (google books)存档于2022-04-05） （英国英语）.
29. 1 2 3 4  Mahapatra, Debidatta Aurobinda. .  1st. Cambridge, UK: Cambridge University Press. 2017  [2019-01-01]. ISBN 9781108423892. （原始内容 (google books)存档于2022-04-05） （英语）.
30. 1 2  Hiro, Dilip. .  1st. Washington DC, US: PublicAffairs. 2015: 475  [2019-01-01]. ISBN 9781568587349. （原始内容 (google book)存档于2022-04-05） （英语）.
31. ↑  Hodson, H. V., , London: Hutchinson, 1969  [2019-03-01], （原始内容存档于2018-11-09）
32. 1 2  Malik, Hafeez. .  1st. Pennsylvania, US: Springer. 2016: 400  [2019-01-01]. ISBN 9781349105731. （原始内容 (google books)存档于2022-04-05） （英语）.
33. 1 2 3 4  Major Nasir Uddin, Juddhey Juddhey Swadhinata, pp55
34. 1 2 3 4 5 6  Higgins, David R. .  1st. Bloomsbury, Ind. US: Bloomsbury Publishing. 2016: 100  [2019-01-02]. ISBN 9781472810939. （原始内容 (google books)存档于2022-04-05） （美国英语）.
35. ↑  Khan, Mohammad Ayub.  1st. Oxford University Press. 1967: 275  [2019-01-01]. （原始内容存档于2022-04-05） （英语）.
36. ↑  Sydney Morning Herald Wednesday 14 Dec 1949
37. 1 2  paksoldiers.com. . Original work published by the News International (paksoldiers.com). paksoldiers.com. 2013-12-04  [2016-11-03]. （原始内容存档于2016-11-04）.
38. ↑  Burke, S. M.; Ziring, Lawrence.  2nd. Oxford, Eng. UK: Oxford University Press. 1990: 498  [2019-03-01]. ISBN 9780195774078. （原始内容 (snippet view)存档于2022-04-05） （美国英语）.
39. 1 2 3 4  Cheema, P. I. . . NY, US: NYU Press. 2002: 200  [2019-01-03]. ISBN 9780814716335. （原始内容 (google boosk)存档于2022-04-05） （英语）.
40. 1 2  Hamid Hussain. . Hamid Hussain, Defence Journal of Pakistan. Hamid Hussain, Defence Journal of Pakistan.   [2012-02-12]. （原始内容存档于2012-03-04）.
41. 1 2 3  Nawaz, Shuja. .  1st. Oxford, Eng, UK.: Oxford University Press. 2008: 655  [2019-01-03]. ISBN 0195476603. （原始内容 (snippet view)存档于2022-04-05） （英国英语）.
42. ↑  . www.pakistanarmy.gov.pk.   [2019-01-03]. （原始内容存档于2019-01-03）.
43. ↑  .   [2019-01-03]. （原始内容存档于2019-01-03）.
44. ↑  .   [2019-01-03]. （原始内容存档于2019-01-03）.
45. ↑  .   [2019-03-01]. （原始内容存档于2019-01-03）.
46. ↑  .   [2019-01-03]. （原始内容存档于2019-01-03）.
47. 1 2 3 4 5 6 7 8 9 10  Shah, Aqil. .  1st. Cambridge, Mass. U.S.: Harvard University Press. 2014: 380  [2019-01-03]. ISBN 9780674728936. （原始内容 (google books)存档于2022-04-05） （美国英语）.
48. ↑  Mohiuddin, Yasmeen Niaz. . ABC-CLIO. 2007  [2017-03-21]. ISBN 9781851098019 （英语）.
49. ↑  Ghani, Nadia. . DAWN.COM (Dawn newspapers, Ghani). Dawn newspapers. 2010-07-11  [2016-11-03]. （原始内容存档于2016-11-04）.
50. ↑  Sridharan, E. . Oxford University Press. 2014  [2019-01-03]. ISBN 9780199089390. （原始内容存档于2022-04-05） （英语）.
51. ↑  Ahmad, Syed Sami. . Karachi, Sindh, Pakistan: Royal Book Company. 2004: 440  [2019-01-03]. ISBN 9789694073064. （原始内容 (snippet view)存档于2022-04-05） （英语）.
52. ↑  Anwar, Muhammad; Baig, Ebad. . . AuthorHouse. 2012  [2019-01-03]. ISBN 9781477250303. （原始内容 (google books)存档于2022-04-05） （英语）.
53. 1 2 3  Omar, Imtiaz. .  (google books). Martinus Nijhoff Publishers. : 59–60  [2016-08-22]. ISBN 904111775X （英语）.
54. ↑  . Story Of Pakistan. 2003-06-01  [2019-01-03]. （原始内容存档于2019-01-04）.
55. ↑  Amin, A.H. . www.defencejournal.com. Karachi: Defence Journal Shamim. February 2002  [2017-09-19]. （原始内容存档于2013-05-03） （英语）.
56. ↑  Almeida, Cyril. . Dawn. 2015-08-30  [2019-03-01]. （原始内容存档于2019-01-04）.
57. 1 2  Praagh, David. . McGill-Queen's Press – MQUP, 2003. 2003: 294. ISBN 978-0-7735-2639-6.
58. ↑  90mm M36 GUN MOTOR CARRIAGE "Jackson" （页面存档备份，存于） Post W.W.II, the M36 was employed by the US Army in Korea and was distributed to friendly nations including France, where it was used in Indo-China (Vietnam), Pakistan.
59. ↑  The Battle for Ravi-Sutlej Corridor 1965 A Strategic and Operational Analysis 的存檔，存档日期7 October 2007. Major A.H. Amin, 30 December 2001 Orbat
60. ↑  Seidenman Harrison, Selig. . Free Press. 1978: 269.
61. ↑  . Defence Journal, Pakistan. （原始内容存档于2006-09-07）.
62. ↑  Musharraf, In the Line of Fire, page 45.
63. 1 2  Melville de Mellow (28, November 1965). "Battle of Burki was another outstanding infantry operation". Sainik Samachar.
64. ↑  Zaloga, Steve; Laurier, Jim. . 1999: 35. ISBN 978-1-85532-825-9.
65. ↑  Hagerty, Devin T. . Rowman & Littlefield. 2005. ISBN 978-0-7425-2587-0.
66. 1 2  William M. Carpenter, David G. Wiencek. Asian security handbook: terrorism and the new security environment. M.E. Sharpe, 2005. ISBN 0-7656-1553-3.
67. 1 2  John Keay. India: A History. Grove Press, 2001. ISBN 0-275-97779-X.
68. ↑  . Memory.loc.gov. 1977-07-05  [2012-05-15]. （原始内容存档于2016-01-07）.
69. ↑  Sumit Ganguly. "Pakistan". In India: A Country Study 的存檔，存档日期1 April 2007. (James Heitzman and Robert L. Worden, editors). Library of Congress Federal Research Division (September 1995).
70. ↑  "Indo-Pakistan Wars" （页面存档备份，存于）. Microsoft Encarta 2008. also 31 October 2009.
71. ↑  Thomas M. Leonard. . Taylor & Francis, 2006. 2006. ISBN 978-0-415-97663-3.
72. ↑  Tucker, Spencer. . ABC-CLIO. 2004. ISBN 9781576079959. （原始内容存档于2018-01-22） （英语）.
73. ↑  Leonard, Thomas M. . Taylor & Francis. 2006. ISBN 9780415976633 （英语）.
74. ↑  Hagerty, Devin T. . Rowman & Littlefield. 2005: 26. ISBN 978-0-7425-2587-0. The invading Indian forces outfought their Pakistani counterparts and halted their attack on the outskirts of Lahore, Pakistan's second-largest city. By the time United Nations intervened on 22 September, Pakistan had suffered a clear defeat.
75. ↑  . Library of Congress Country Studies, United States of America. April 1994  [2010-10-02]. （原始内容存档于2016-01-07）. Quote: Losses were relatively heavy—on the Pakistani side, twenty aircraft, 200 tanks, and 3,800 troops. Pakistan's army had been able to withstand Indian pressure, but a continuation of the fighting would only have led to further losses and ultimate defeat for Pakistan.
76. ↑  Wolpert, Stanley.  3rd ed. with a new preface. Berkeley: University of California Press. 2005: 235. ISBN 978-0520246966. （原始内容存档于2016-01-07）. Quote: India, however, was in a position to inflict grave damage to, if not capture, Pakistan's capital of the Punjab when the cease-fire was called, and controlled Kashmir's strategic Uri-Poonch bulge, much to Ayub's chagrin.
77. ↑  Kux, Dennis. . Washington, DC: National Defense University Press. 1992: 238. ISBN 978-0788102790. （原始内容存档于2016-01-07）. Quote: India had the better of the war.
78. ↑  . Time. 1965-10-01  [2013-08-30]. （原始内容存档于2016-01-07）. Quote: India, by contrast, is still the big gainer in the war. Alternate link: http://content.time.com/time/subscriber/printout/0,8816,834413,00.html （页面存档备份，存于）
79. ↑  The Pakistan Army From 1965 to 1971 Analysis and reappraisal after the 1965 War （页面存档备份，存于） by Maj (Retd) Agha Humayun Amin
80. ↑  Editorial: The army and the people Archive.today的存檔，存档日期2012-07-23 Daily Times 1 June 2007
81. ↑  . （原始内容存档于2015-06-02）.
82. 1 2  Arif, General K. M. . Oxford University Press. 2001: 88. ISBN 978-0-19-579396-3.
83. ↑  The Story of My Struggle By Tajammal Hussain Malik 1991, Jang Publishers, p. 78
84. 1 2 3 4 5  Amin, Maj. Agha Humayun. . www.defencejournal.com. Islamabbad: Defence Journal. 2000-11-01  [2019-01-07]. （原始内容存档于2009-03-07） （英语）.
85. 1 2 3 4  Alam, Dr Shah. . Vij Books India Pvt Ltd. 2012  [2019-01-07]. ISBN 9789381411797. （原始内容存档于2022-04-05） （英语）.
86. ↑  Omar, Imtiaz. .  1st. New Southland, Aus.: Martinus Nijhoff Publishers. 2002: 206  [2019-01-07]. ISBN 9789041117755. （原始内容 (google books)存档于2022-04-05） （英语）.
87. ↑  Shafiullah, Maj. Gen. K.M., Bangladesh at War, pp32
88. ↑  Ali, Maj. Gen. Rao Farman, How Pakistan Got Divided, pp114 – pp119
89. ↑  . socialistreviewindex.org.uk.   [2019-03-01]. （原始内容存档于2007-10-19）.
90. 1 2  . www.globalsecurity.org.   [2019-01-08]. （原始内容存档于2018-06-13）.
91. ↑  Ṣiddīq Sālik. . Oxford University Press. 1977: 63, 228, 229  [2011-06-04]. ISBN 978-0-19-577257-9. （原始内容存档于2016-06-10）.
92. ↑  Pakistan Defence Journal, 1977, Vol 2, pp. 2–3
93. ↑  . Geo news tv. 2008-06-03  [2017-08-11]. （原始内容存档于2017-08-11）.
94. ↑  Kiessling, Hein. .  (google books). London, UK: Oxford University Press. 2016  [2017-09-19]. ISBN 9781849048637 （英语）.
95. ↑  Manokha, I. .  1st. Springer. 2008: 300  [2019-01-09]. ISBN 9780230583481. （原始内容 (google boosk)存档于2022-04-05） （英语）.
96. ↑  Jr, Karl DeRouen; Heo, Uk. . ABC-CLIO. 2007-05-10  [2016-12-24]. ISBN 9781851099191 （英语）.
97. ↑  Abraham, Dr Saji. . Vij Books India Pvt Ltd. 2015-08-01. ISBN 9789384464714. （原始内容存档于2018-01-15） （英语）.
98. ↑  Totten, Samuel; Parsons, William Spencer. . Routledge. 2013. ISBN 9780415871914. （原始内容存档于2018-01-16） （英语）.
99. ↑  . The Express Tribune. 2011-12-15  [2016-12-26]. （原始内容存档于2016-10-24）.
100. ↑  Major (Ret) A.H. Amin, The Pakistan Army from 1965 to 1971 的存檔，存档日期7 March 2009., Defence Journal, November 2000
101. 1 2  Khan, Feroz. .  1st. Stanford, CA, US: Stanford University Press. 2012: 400  [2019-01-10]. ISBN 9780804784801. （原始内容 (google books)存档于2022-04-05） （美国英语）.
102. 1 2 3 4 5 6 7 8 9 10 11 12 13 14 15 16  Cloughley, Brian. .  2nd. London, UK: Skyhorse Publishing Inc. 2008: 300  [2019-01-10]. ISBN 9781602396982. （原始内容 (google books)存档于2022-04-05） （美国英语）.
103. ↑  Jafri, Maqsood. . Pakistan. 2008: 390  [2019-03-01]. （原始内容 (snippet view)存档于2022-04-05） （英语）.
104. ↑  Alam, Dr Shah. .  1st. Vij Books India Pvt Ltd. 2012  [2019-03-01]. ISBN 9789381411797. （原始内容 (google books)存档于2022-04-05） （美国英语）.
105. 1 2  . The Military Balance. 2015-02-10, 115 (1): 486. ISSN 1479-9022. doi:10.1080/04597222.2015.996366.
106. 1 2 3  Farrokh, Kaveh. . . NY. US.: Bloomsbury Publishing. 2011: 460  [2019-01-10]. ISBN 9781780962405. （原始内容 (google books)存档于2022-04-05） （英语）.
107. ↑  Coakley, John. . . United States: Routledge. 2004: 290  [2019-01-10]. ISBN 9781135764425. （原始内容 (google books)存档于2022-04-05） （英语）.
108. ↑  . countrystudies.us.   [2016-05-05]. （原始内容存档于2016-04-09）.
109. 1 2  Rizvi, H. .  1st. Penns. US.: Springer. 2000: 295  [2019-01-10]. ISBN 9780230599048. （原始内容 (google books)存档于2022-04-05） （英语）.
110. ↑  Bidanda M. Chengappa. . APH Publishing. 2004-01-01: 42–  [2013-02-22]. ISBN 978-81-7648-548-7. （原始内容存档于2013-05-29）.
111. ↑  Simon Dunstan. . Osprey Publishing. 2003-04-20: 39–  [2013-02-22]. ISBN 978-1-84176-221-0. （原始内容存档于2013-05-28）.
112. ↑  P.R. Kumaraswamy. . Routledge. 2013-01-11: 75–  [2013-02-22]. ISBN 978-1-136-32895-4. （原始内容存档于2013-05-29）.
113. ↑  Prouteau, Christian. . Michel Lafon. 1998: 265 through 277 and 280.
114. ↑  Ramsey, Syed. . . Vij Books India Pvt Ltd. 2017  [2019-01-10]. ISBN 9789386367433. （原始内容存档于2022-04-05） （英语）.
115. ↑  Pike, John. . www.globalsecurity.org. Global Security.   [2019-01-10]. （原始内容存档于2018-09-15）.
116. ↑  . www.pakistanarmy.gov.pk.   [2019-01-16]. （原始内容存档于2019-01-16）.
117. ↑  Usman, Shabbir. . PakDef Military Consortium (PMC) (an NGO). （原始内容存档于2016-01-02）.
118. ↑  Curtis, Mark.  New updated. London: Profile. 2011-05-26. ISBN 1847653014.
119. ↑  Harper, Stephen. .  1st. NY U.S.: Bloomsbury Publishing USA. 2017: 160  [2019-01-16]. ISBN 9781623567071. （原始内容 (google books)存档于2022-04-05） （英语）.
120. ↑  . www.pakistanarmy.gov.pk.   [2019-03-01]. （原始内容存档于2019-01-16）.
121. ↑  Azam, Rai Muhammad Saleh. . The Nation. The Nation and Pakistan Defence Journal. 2000  [2011-06-04]. （原始内容存档于2012-04-01）.
122. ↑  Pervez, Sohail. . www.pakistantoday.com.pk (Islamabad, Pakistan: Pakistan Today). Pakistan Today. 2016-05-09  [2019-01-16]. （原始内容存档于2019-01-16） （英语）.
123. ↑  staff writer, editors. . asianstudies.github.io (05/21) (New Delhi, India: Dawn Wire Service). Dawn Newspapers. 1999-05-22  [2019-01-16]. （原始内容存档于2019-01-16） （英语）.
124. ↑  Pandey, Dr Hemant Kumar Pandey; Singh, Manish Raj. .  (google books) 1st. New Delhi, Ind.: Horizon Books ( A Division of Ignited Minds Edutech P Ltd). 2017: 270  [2019-01-16]. ISBN 9789386369390 （英语）.
125. ↑  "Editorial: Kargil: A blessing in disguise?" Archive.today的存檔，存档日期2012-07-31, Daily Times, 19 July 2004, Pakistan
126. ↑  Husain, Irfan. . DAWN.COM (Islamabad: Dawn Newspaper). Dawn Newspaper. 1999-08-14  [2019-01-16]. （原始内容存档于2019-01-06） （英语）.
127. ↑  . www.pakistanarmy.gov.pk.   [2019-01-16]. （原始内容存档于2018-07-01）.
128. ↑  Bhattacharya, Brigadier Samir.  (googlebooks). Partridge Publishing. 2014  [2017-02-03]. ISBN 9781482817874. （原始内容存档于2017-02-16） （英语）.
129. ↑  Jan, Abid Ullah. .  Trade paperback. Ottawa: Pragmatic Publishing. 2005  [2017-02-03]. ISBN 9780973368710. （原始内容存档于2017-02-16） （英语）.
130. 1 2  Masood, Salman. . The New York Times. 2009-08-01. （原始内容存档于2017-07-01）.
131. ↑  . archive.indianexpress.com.   [2019-03-01]. （原始内容存档于2017-02-13）.
132. 1 2 3 4 5  Mir, Amir. . Lahore, Punjab, Pak.: Outlook Publishing. 2008: 100  [2019-01-16]. （原始内容 (google books)存档于2022-04-05） （英语）.
133. ↑  . www.globalsecurity.org.   [2019-01-16]. （原始内容存档于2019-01-16）.
134. ↑  .   [2019-03-01]. （原始内容存档于2020-08-06）.
135. ↑  .   [2019-03-01]. （原始内容存档于2019-01-16）.
136. ↑  . Al Jazeera. 2012-04-07  [2012-04-10]. （原始内容存档于2012-04-09）.
137. ↑  Sabin Agha, Peter Oborne. . The Spectator. 2016-12-31  [2017-09-21]. （原始内容存档于2017-10-12）.
138. ↑  Karim, Umer. . The Conversation.   [2019-01-16]. （原始内容存档于2019-01-16） （英语）.
139. 1 2 3 4 5 6  . Web.archive.org. 2007-09-26  [2012-05-15]. （原始内容存档于2007-09-26）.
140. ↑   (PDF). UN Peacekeeping. United Nations: 1. 2015-08-31  [2015-09-26]. （原始内容存档 (PDF)于2015-09-28）.
141. ↑   (PDF).   [2019-01-16]. （原始内容 (PDF)存档于2018-04-04）.
142. ↑  The Article 243(2) （页面存档备份，存于） in Chapter 2: The Armed Forces in Part XII: Miscellaneous （页面存档备份，存于） of the Constitution of Pakistan
143. ↑  Iftikhar A. Khan. "Kayani shakes up army command" 的存檔，存档日期3 October 2008. Dawn (Pakistan), 30 September 2008
144. ↑  . www.pakistanarmy.gov.pk. Ranks and insignia.   [2019-01-16]. （原始内容存档于2018-08-25）.
145. 1 2 3 4 5 6 7 8  USA, IBP. .  5th. New York, U.S>: Lulu.com. 2009: 230  [2019-01-16]. ISBN 9781438737218. （原始内容 (google books)存档于2022-04-05） （英语）.
146. 1 2 3 4 5 6 7 8 9 10 11 12 13 14 15  Blood, Peter R. . . Bloomington, US: DIANE Publishing. 1996: 400  [2019-01-16]. ISBN 9780788136313. （原始内容 (google books)存档于2022-04-05） （英语）.
147. 1 2 3 4  . www.pakistanarmy.gov.pk.   [2019-01-21]. （原始内容存档于2019-01-21）.
148. 1 2 3  . www.pakistanarmy.gov.pk. Pakistan Military Academy - Cadets Training.   [2019-03-01]. （原始内容存档于2018-09-22）.
149. ↑  Khan, Adeel. . . SAGE. 2005  [2019-01-19]. ISBN 9780761933038. （原始内容存档于2022-04-05） （英语）.
150. ↑  Roy, Kaushik. . Routledge. 2015  [2019-03-01]. ISBN 9781317321279. （原始内容存档于2022-04-05） （英语）.
151. ↑  Malik, Iftikhar Haider. . . Greenwood Publishing Group. 2008  [2019-01-19]. ISBN 9780313341373. （原始内容存档于2022-04-05） （英语）.
152. 1 2 3 4  Pakistan Army 的存檔，存档日期23 August 2016.. Globalsecurity.org.
153. ↑  . 2007-09-14. （原始内容存档于2011-04-28）.
154. ↑  Webdesk, staff. . www.pakistantoday.com.pk (Pakistan Today). Pakistan Today. 2018-09-15  [2019-01-20]. （原始内容存档于2019-01-20）.
155. ↑  Newspaper, From the. . DAWN.COM (Dawn Newspaper). 2011-10-22  [2019-03-01]. （原始内容存档于2019-01-20） （英语）.
156. ↑  .   [2007-04-16]. （原始内容存档于2007-03-11）.
157. ↑  . Dawn. 2002-06-18  [2018-01-15]. （原始内容存档于2018-07-31）.
158. ↑  . Indian Defence Review.   [2019-01-20]. （原始内容存档于2022-04-17）.
159. ↑  . The Express Tribune. 2013-07-14  [2013-07-14]. （原始内容存档于2013-07-16）.
160. ↑  . www.geo.tv (Geo News). 2017-09-06  [2019-01-20]. （原始内容存档于2019-01-20）.
161. 1 2  Gul, Ali. . MangoBaaz. 2015-08-14  [2019-03-01]. （原始内容存档于2019-01-20）.
162. ↑  Dev, Kapil. . DAWN.COM (Islamabad, Pakistan: Dawn Newspaper). Dawn Newspaper. 2015-06-23  [2019-01-20]. （原始内容存档于2019-01-19） （美国英语）.
163. ↑  . The Times of India.   [2019-03-01]. （原始内容存档于2017-06-04）.
164. ↑  . SikhNet.   [2019-01-20]. （原始内容存档于2019-01-21） （英语）.
165. ↑  U.S. Government Printing Office, USGPO. . U.S. Government Printing Office. 1971: 1000  [2019-01-17]. （原始内容 (snippet view)存档于2022-04-05） （美国英语）.
166. 1 2 3 4 5 6 7 8  Claws research team, CRT.  (PDF). www.claws.in. Claws research team. 2011-08-01  [2019-01-18]. （原始内容 (PDF)存档于2016-07-10） （英语）.
167. ↑  . www.pakistanarmy.gov.pk. Army ISPR.   [2019-01-18]. （原始内容存档于2019-01-19）.
168. 1 2  . Independent Pakistan. 2018-06-30  [2019-01-18]. （原始内容存档于2020-04-05） （英语）.
169. ↑  . www.pakistanarmy.gov.pk.   [2019-01-18]. （原始内容存档于2019-01-19）.
170. ↑  Bennett, R. M. . . Random House. 2011  [2019-01-19]. ISBN 9780753547649. （原始内容 (google books)存档于2022-04-05） （英语）.
171. 1 2 3 4 5  .   [2019-01-19]. （原始内容存档于2019-01-19）.
172. 1 2  . www.pakistanarmy.gov.pk.   [2019-01-19]. （原始内容存档于2019-01-19）.
173. 1 2  Rajain, Arpit. . . New Delhi, India: SAGE Publications India. 2005: 497  [2019-03-01]. ISBN 9788132103257. （原始内容 (google books)存档于2022-04-05） （英国英语）.
174. ↑  General Mirza Aslam Beg. 50 Years of Pakistan Army: A Journey into Professionalism, Pakistan Observer, 21 August 1997.
175. ↑  . Army ISPR.   [2019-01-19]. （原始内容存档于2021-10-16）.
176. 1 2 3  Beg, M. A/. . www.defencejournal.com. Islamabad: Defense Journal. 1999-07-01  [2019-01-19]. （原始内容存档于2017-06-06）.
177. 1 2 3 4 5 6 7 8 9  Singh, RSN. . www.indiandefencereview.com/. New Delhi, India: Indian Defence Review. 2011-02-18  [2019-01-19]. （原始内容存档于2018-07-02） （英语）.
178. 1 2 3  By Our Correspondent. . Express Tribune, 2013. 2013-01-03  [2013-06-08]. （原始内容存档于2013-03-11）.
179. 1 2  . Dawn (Karachi, Pakistan). 2013-06-04. （原始内容存档于2013-08-10）.
180. ↑  Pamela Constable, Kamran Khan (16 October 1999). "Army Gets A Foothold In Pakistan; Coup Leader, U.S. Envoy Discuss New Government" 的存檔，存档日期30 April 2011.. Washington Post.
181. 1 2  Fair, C. Christine. . Foreign Affairs (Islamabad: Foreign Affairs). Foreign Affairs. 2018-07-27  [2019-01-19]. （原始内容存档于2018-11-30） （美国英语）.
182. ↑  Shaheen Sehbai Corrupt Musharraf's Generals, Exposed by Musharraf's Generals 的存檔，存档日期1 December 2010.. antisystemic.org
183. ↑  Shyam Bhatia (17 September 2003) Corruption rooted in Pak army: PPP. Rediff
184. ↑  Zafar, Imad. . www.atimes.com (Islamabad: Asia Times). Asia Times. 2018-12-17  [2019-01-19]. （原始内容存档于2019-01-19） （美国英语）.
185. ↑  . www.storyofpakistan.com. Story of Pakistan. 2003-06-01  [2019-01-19]. （原始内容存档于2019-01-19）.
186. ↑  Hilali, A. Z. . Small Wars & Insurgencies. 1997, 8 (2): 61. doi:10.1080/09592319708423174.
187. ↑  Bhatti, Haseeb. . DAWN.COM. 2019-01-04  [2019-01-19]. （原始内容存档于2019-01-18） （英语）.
188. 1 2  . www.bloomberg.com. 2014-09-03  [2019-01-19]. （原始内容存档于2019-01-19）.
189. 1 2  Abdullahi, Najad. . www.aljazeera.com (aljazeera). aljazeera. 2008-02-16  [2019-01-19]. （原始内容存档于2019-03-31）.
190. ↑  Siddiqa, Ayesha (2007) Military Inc. Karachi: Oxford University Press. ISBN 978-0-19-547495-4
191. ↑  .   [2015-08-12]. （原始内容存档于2015-08-01）.
192. 1 2  Mazhar Aziz. . Milton Park, Didcot, Oxfordshire, UK: Taylor and Francis-e-Library. 2008: 80–81. ISBN 978-0-415-43743-1.
193. 1 2  . www.pakistanarmy.gov.pk.   [2019-03-01]. （原始内容存档于2019-01-20）.
194. ↑  . www.pakistanarmy.gov.pk.   [2019-01-20]. （原始内容存档于2019-01-20）.
195. ↑  . ReliefWeb.   [2019-03-01]. （原始内容存档于2019-01-20） （英语）.
196. 1 2 3  . www.pakistanarmy.gov.pk.   [2019-03-01]. （原始内容存档于2019-01-21）.
197. ↑  . www.pakistanarmy.gov.pk.   [2019-01-21]. （原始内容存档于2019-01-21）.
198. ↑  . www.pakistanarmy.gov.pk.   [2019-01-21]. （原始内容存档于2019-01-21）.
199. ↑  . www.pakistanarmy.gov.pk.   [2019-01-21]. （原始内容存档于2019-01-21）.
200. ↑  Ahrari, Ehsan. . New York, U.S.: DIANE Publishing. 2001: 50  [2019-01-21]. ISBN 9781428911352. （原始内容存档于2022-04-04） （英语）.
201. ↑  Ali, Idress; Stewart, Phil. . Reuters (Reuters). Reuters. 2018-08-10  [2019-01-21]. （原始内容存档于2019-01-21） （英语）.
202. ↑  . www.pakistanarmy.gov.pk. National Defence University.   [2019-01-21]. （原始内容存档于2019-01-21）.
203. ↑  Aqil Shah, The Army and Democracy: Military Politics in Pakistan (Harvard University Press, 2014), pp. 8–9 Shah, Aqil. . Harvard University Press. April 2014  [2014-05-31]. ISBN 9780674728936. （原始内容存档于2014-05-31）.
204. ↑  . www.nust.edu.pk.   [2019-01-21]. （原始内容存档于2019-01-21）.
205. ↑  Duthel, Heinz. . BoD – Books on Demand. 2014  [2019-01-21]. ISBN 9783738607789. （原始内容存档于2022-04-04） （英语）.
206. ↑  . www.country-data.com. 1994  [2019-01-21]. （原始内容存档于2018-06-26） （美国英语）.
207. 1 2 3  . www.pakistanarmy.gov.pk.   [2019-01-21]. （原始内容存档于2019-01-21）.
208. ↑  Zajda, Joseph; Tsyrlina-Spady, Tatyana; Lovorn, Michael. . . Springer. 2016  [2019-01-21]. ISBN 9789402409758. （原始内容 (google books)存档于2022-04-04） （英语）.
209. ↑  Naseem, M. . Springer. 2010  [2019-01-21]. ISBN 9780230117914. （原始内容存档于2022-04-04） （英语）.
210. ↑  . www.pakistanarmy.gov.pk.   [2019-03-01]. （原始内容存档于2019-04-23）.
211. ↑  BBC: Pakistan pilots get bravery award 的存檔，存档日期8 October 2007.. BBC News (15 June 2007).
212. ↑  Jaffrelot, Christophe. . Columbia University Press. 2016  [2019-03-01]. ISBN 9780231540254. （原始内容存档于2022-04-04） （英语）.
213. ↑  . Irandefence.net.   [2012-05-15]. （原始内容存档于2012-08-03）.
214. ↑  . Daily Times. 2010-10-21  [2012-05-15]. （原始内容存档于2012-02-27）.
215. ↑  Times of Pakistan. . Timesofpakistan.pk. 2010-10-23  [2012-05-15]. （原始内容存档于2012-04-01）.
216. 1 2 3  Shabbir, Usman. . www.pakdef.org. « PakDef Military Consortium. 2003-06-01  [2019-01-21]. （原始内容存档于2014-12-10） （美国英语）.
217. ↑  Small, Andrew. . Oxford University Press. 2014  [2019-01-21]. ISBN 9780190257576. （原始内容存档于2022-04-04） （英语）.
218. ↑  Syed, Baqir Sajjad. . DAWN.COM (Islamabad: Dawn Newspaper). Dawn Newspaper. 2018-04-28  [2019-01-21]. （原始内容存档于2019-01-22） （美国英语）.
219. ↑  Arif, Khalid Mahmud. . Oxford University Press. 2001: 452  [2019-03-01]. ISBN 9780195793963. （原始内容存档于2022-04-04） （英语）.
220. ↑  . camopedia.org.   [2019-01-22]. （原始内容存档于2014-12-13）.
221. ↑  .   [2019-01-22]. （原始内容存档于2019-01-23） （英语）.
222. 1 2 3  John Pike. . Globalsecurity.org.   [2012-11-27]. （原始内容存档于2012-11-02）.
223. 1 2  John Pike. . Globalsecurity.org.   [2012-11-27]. （原始内容存档于2012-11-02）.
224. ↑  John Pike. . Globalsecurity.org.   [2012-11-27]. （原始内容存档于2012-11-02）.
225. ↑  . www.pakistanarmy.gov.pk.   [2019-01-22]. （原始内容存档于2019-01-23）.
226. ↑  Basketball team named for 11th South Asian Games 的存檔，存档日期2 December 2012., www.nation.com.pk. Retrieved 25 March 2012.

## 延伸閱讀
- Cloughley, Brian. A History of the Pakistan Army: Wars and Insurrections (4th ed. 2014).
- 國際戰略研究所. Hackett, James , 编. . 倫敦: 羅德里奇. 2010-02-03. ISBN 1-85743-557-5.
- Ayub, Muhammad (2005). An army, Its Role and Rule: A History of the Pakistan Army from Independence to Kargil, 1947–1999. RoseDog Books. ISBN 9780805995947.
- Major Nasir Uddin. . Agami Prokashoni. 2005. ISBN 984-401-455-7.

## 外部連結
- 官方网站

Template:巴基斯坦主題